# Der Seemann, der die See verriet

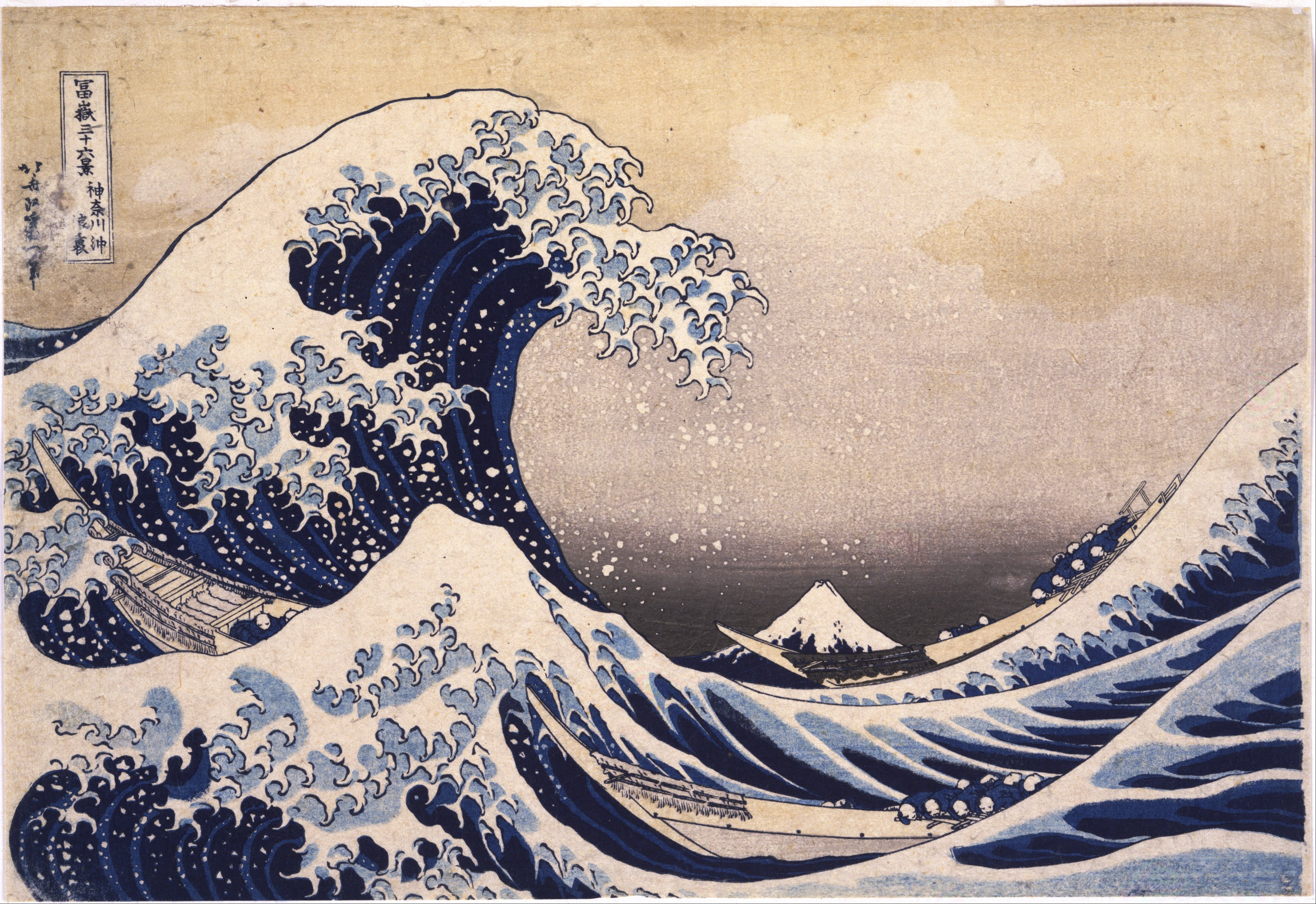
Katsushika Hokusais berühmtes Gemälde Die große Welle vor Kanagawa; das Werk wurde als Titelbild für die 1999er Neuübersetzung gewählt.

Der Seemann, der die See verriet (jap. 午後の曳航, Gogo no eikō) ist ein am 10. September 1963 veröffentlichter Roman von Yukio Mishima. Er erschien ursprünglich beim japanischen Verlag Kōdansha. Auf Deutsch erschien der Roman in der Übersetzung durch Sachiko Yatsushiro 1970 im Rowohlt Verlag als Hardcover und 1986 als Taschenbuch.
Die Geschichte ist in zwei Teile geteilt: „Sommer“ und „Winter“. Sie handelt von Noboru Kuroda, einem heranwachsenden Jungen, der mit seiner verwitweten Mutter Fusako zusammenlebt und Teil einer geheimen „Gang“ ist, welche die Erwachsenenwelt verabscheut und nach ihrem eigenen moralischen Kodex lebt. Als seine Mutter eine Affäre mit dem Seemann Ryuji beginnt, bewundert die Gang diesen zunächst für seinen abenteuerlichen, unkonventionellen Lebensstil. Doch als sich Ryuji gegen sein weiteres Leben als freigeistiger Seemann entscheidet, um Fusako zu heiraten, fühlt sich Noboru von ihm betrogen. Zusammen mit seiner Gang vergiftet er Ryujis Tee, um ihn daraufhin gewaltvoll zu töten.
Wie die meisten Werke Mishimas behandelt Der Seemann, der die See verriet bisweilen düstere, tabuisierte Themen wie Mord, Voyeurismus, Nationalismus, Gewalt, Tierquälerei und Nihilismus. Zugleich ist es aber auch eine Liebesgeschichte und Abhandlung über die Bedeutung und den Ausdruck von Väterrollen und Männlichkeit.
Der mit gerade einmal 181 Seiten sehr kurze Roman gilt als eines von Mishimas Meisterwerken und gilt als einer der besten Romane der Nachkriegszeit, wenn nicht sogar aller Zeiten. Zu seinem Erscheinen wurde er ein kommerzieller und kritischer Großerfolg. Dadurch und aufgrund des Umstandes, dass er innerhalb Japans und in einigen Schulen der Vereinigten Staaten, Großbritanniens und Frankreichs zum Curriculum gehört, ist er bis heute Gegenstand zahlreicher, teils widersprüchlicher Interpretationen.
Aufgrund seines außerordentlichen Erfolges wurde der Roman mehrfach adaptiert, darunter der 1976 veröffentlichte amerikanisch-britisches Kinofilm Der Weg allen Fleisches von Lewis John Carlino. In Deutschland wurde das Stück in Form der Oper Das verratene Meer von Hans Werner Henze aufgeführt.

## Handlung

### Teil 1: Sommer

#### Kapitel 1 (Eine gemeinsame Nacht)

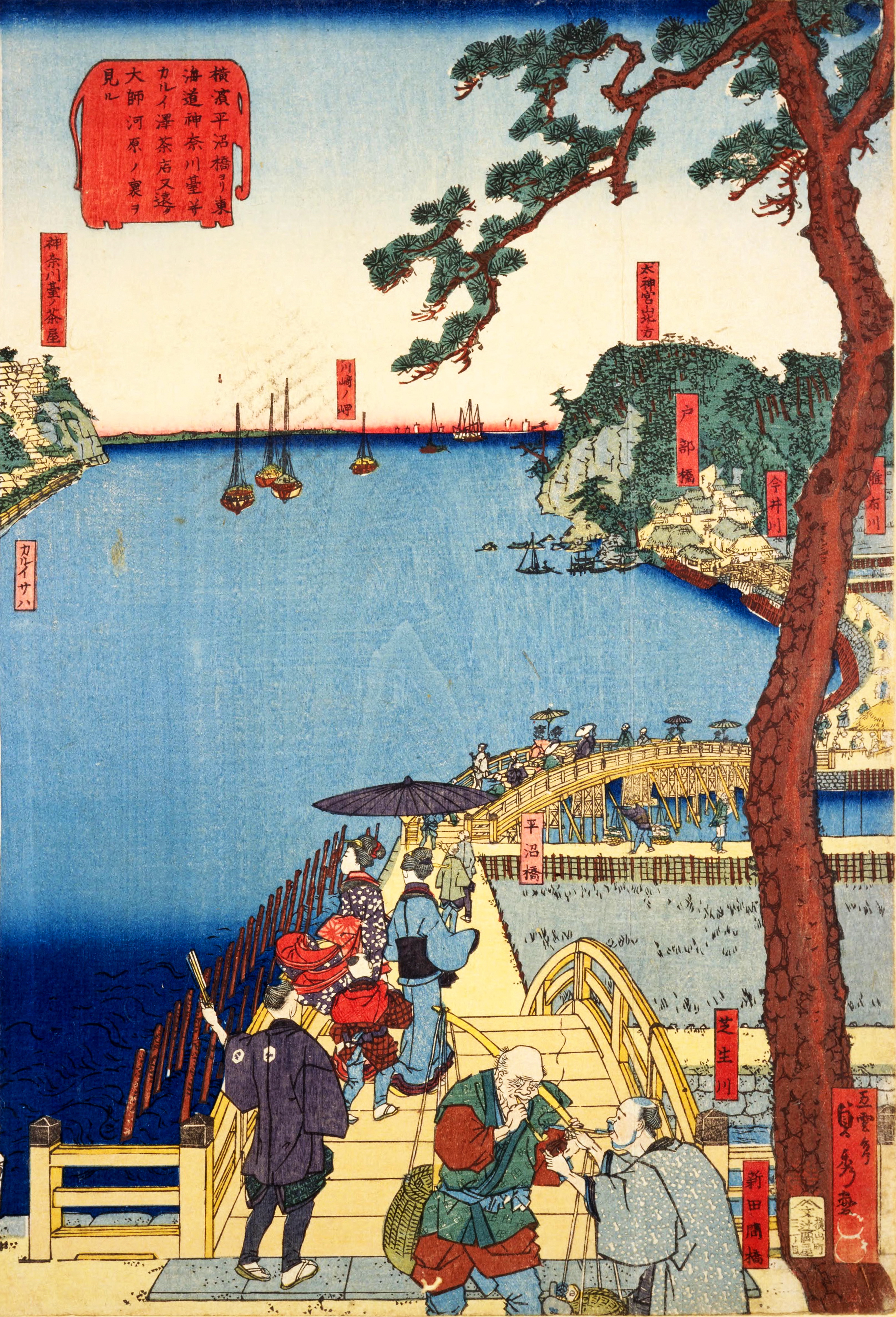
Zeichnung des Yokohama-Hafens, 1860

Die Geschichte folgt dem dreizehnjährigen Jungen Noboru Kuroda, der zusammen mit seiner verwitweten Mutter in Yokohama, Japan lebt. Er und seine Freunde sind gute Schüler, bilden aber heimlich eine Bande, geleitet von Noborus Schulfreund „Chef“. Die Bande lebt nach ihrem eigenen moralischen Kodex und lehnt konventionelle Moral, wie sie unter Erwachsenen verbreitet ist, entschieden ab. Seine Mutter Fusako versperrt jeden Abend sein Zimmer, nachdem sie ihn eines Abends dabei erwischt hat, wie er auf Geheiß von Chef aus dem Haus geschlichen ist.
Eines Nachts findet Noboru in einer Schublade ein Bohrloch, mit Ausblick auf das Schlafzimmer seiner Mutter, durch welches er sie nunmehr heimlich beobachtet – vor allem dann, wenn sie ihn zuvor getadelt hatte. Der Anblick seiner nackten Mutter übt eine ungewöhnliche Faszination auf den Jungen aus, dessen Weltbild folgend etabliert wird: schon in seinem jungen Alter ist Noboru überzeugt, ein Genie zu sein und verstanden zu haben, dass das Leben aus wenigen simplen Signalen und Entscheidungen besteht. Die Gesellschaft ist eine reine Fiktion zugunsten des Stärkeren, folglich lehnt er alle entschieden ab, die diese Gesellschaftsordnung aufrechterhalten wollen – insbesondere Lehrer und Väter.
Da er sich besonders für Schiffe interessiert, besucht er mit seiner Mutter am Ende des Sommers die jährlich eintreffenden Flotten. Dort treffen sie Ryuji Tsukazaki, einen Seemann und zweiten Offizier des Dampfschiffes Rakuyo. Über den Sommer beginnen Ryuji und Fusako eine Affäre, den Sex beobachtet Noboru dabei nächtlich durch das geheime Bohrloch. Während Noboru die beiden beobachtet, hornt in der Ferne ein Schiffshorn, zu dem Ryuji sogleich seine Aufmerksamkeit hinwendet. Noboru ist entzückt und glaubt, sich endlich in Ryuji wiedergefunden zu haben, da sich dieser seinen Gefühlen zu Fusako entgegenstellt und stattdessen zur See hingezogen ist. Noboru glaubt, in Ryuji endlich die innere Ordnung gefunden zu haben, nach der er so lange gesucht hat. Allein in seinem Zimmer, stetig durch das Bohrloch schauend, schwört er sich: „Wenn mir das jemals zerstört wird, ist das für mich das Ende der Welt. [...] Ich würde vermutlich alles tun, um das zu verhindern, egal wie niederträchtig!“

#### Kapitel 2 (Ryuji)
Am nächsten Morgen wird der nackte Ryuji von der Morgensonne geweckt. Der Leser erfährt einiges über dessen Charakter: Ryuji lebte sein Leben lang auf der See, hat aber nie eine enge Bindung zu dieser oder seinen Schiffskameraden aufbauen können. Im Gegensatz zu den meisten seiner Kollegen, die Seemänner wurden, weil sie die See liebten, wurde er einer, weil er das Land hasste. Kurz nachdem die Besatzungsmächte (Vereinigte Staaten und Vereinigtes Königreich) das Reiseverbot japanischer Schiffe aufgehoben hatten, absolvierte er das Handelsmarinegymnasium und segelte wenig später nach Taiwan und Hong Kong. Später war er auch in Indien und Pakistan. Obwohl die tropische Hitze und fremde Kultur Pakistans ihn zunächst begeisterte, wurden seine Erinnerungen an die Zeit mit der Zeit gleichgültiger, bis er schließlich in einen Zwiespalt geriet – er gehört weder zum Land, noch zur See. Er verachtete „die Bewegungslosigkeit des Landes“, die stetig gleichbleibende Oberfläche, aber die See kommt ihm einen Gefängnis gleich. In seiner Sinnkrise kam er mit 20 Jahren zu einem Entschluss: was er möchte, ist Ruhm. Er weiß nicht, welche Art von Ruhm, aber er ist sich sicher, dass „in den Tiefen der Dunkelheit dieser Welt ein Leichtschein existiert, der für ihn allein bestimmt ist.“
Ryuji summt das Seemannslied A Sailor's Life – etwas, das er immer tat, wenn er alleine sein wollte, obwohl ihm nichts mit der See verbindet. Er wird durch Fusako unterbrochen, die ihm in einem modernen, westlichen Baumwollkleid, ein Frühstückstablett serviert: „Tut mir Leid, dass du solange warten musstest, Noboru hat das Haus erst vor einer Minute verlassen.“ Die Liebenden frühstücken und blicken auf den Hafen hinaus, bis Fusako die lange Schweigsamkeit unterbricht: „Irgendetwas stimmt mit Noboru nicht. Es fühlt sich an, als ob er von uns Bescheid wüsste. Zum Glück mag er dich, deswegen ist es vielleicht egal, aber… Aber ich weiß einfach nicht, wie er es herausgefunden haben könnte.“

#### Kapitel 3 (Fusako)
Fusako macht sich auf zur Arbeit im Rex, Ltd., eines der ältesten und bekanntesten Bekleidungsgeschäfte in der Motomachi-Einkaufszone. Gegründet wurde es von ihrem Ehemann, aber nach seinem Tod hat sie die alleinige Leitung übernommen. Die Kundschaft des auf westliche Mode spezialisierten Geschäfts besteht primär aus wohlhabenden Ausländern, Dandys aus dem Großraum Tokio, Filmschaffenden und kleineren Einzelhandelsgeschäften aus Ginza. Ihr untergeordnet sind vier Verkäuferinnen und der ältere Manager Mr. Shibuya. Durch die direkte Hafenlage hat Fusako immer ein Auge auf andockende Schiffe am Yokohama-Hafen, sodass sie die importierten Güter oft schon vor ihrer Konkurrenz erstehen kann.
Fusako betritt das Geschäft gegen elf Uhr morgens und sieht, während sie sich eine Zigarette anzündet, eine Memo auf ihrem Tisch liegen. Die bekannte Filmschauspielerin Yoriko Kasuga soll am Nachmittag für einen Großeinkauf eintreffen, um „bezaubernde französische Accessoires“ für ihre Kollegen beim anstehenden Filmfestival in Europa mitzunehmen. Am Tisch sitzend stehen der schönen Fusako ihre Zweifel im Gesicht geschrieben; sie grübelt über ihre Affäre mit Ryuji und ob es richtig sei, nur fünf Jahre nach dem Tod ihres Ehemannes einen anderen Mann in ihr Leben zu leben. Vor allem, da sie Ryuji erst vor zwei Tagen kennengelernt hat und nichts von ihm weiß. Gleichzeitig schwärmt sie aber von seinen tiefen Augen, die sie schon bei ihrem ersten Treffen am Dock in den Bann gezogen haben. Hier wird dem Leser auch eine weitere ihrer Ängste offenbar: Bei dem ersten Treffen fragte Ryuji sie scherzhaft, ob Noboru später auch ein Seemann werden möchte, wenn er schließlich so viel schon wisse. Die Vorstellung, jemanden, der ihr viel bedeutet, auf die große See zu lassen, erfüllt Fusako aber mit Angst.
Yoriko Kasuga stürmt laut fluchend in das Büro und unterbricht Fusakos Gedankengänge durch ihre erzürnten Bemerkungen über den Regisseur Herrn Honda, der von ihr „30 Einstellungen“ verlangte, obwohl der nicht einmal gut werden würde. Der Leser erfährt von Yorikos Obsession, eines Tages einen Preis für die beste Hauptdarstellerin zu gewinnen und auch die „französischen Accessoires“, die sie kaufen möchte, stellen sich als „nette Geste“ für die Jurymitglieder des Filmfestivals heraus. Trotz ihrer Schönheit ist Yoriko eine einsame Frau. Am Nachmittag verabschiedet sich Fusako von ihren Angestellten und bestellt, wie jeden Tag, ein Sandwich und einen Tee in ihrem liebsten englischen Café. Sie beobachtet Ryuji, wie dieser mit seinen Kollegen Frachtgut entlädt und schwärmt von ihrem gemeinsamen Abendessen im New Grand Hotel: „Ich habe noch nie so lange Gespräche mit einem Mann geführt, zumindest nicht seit dem Tod meines Mannes.“

#### Kapitel 4 (Am Springbrunnen)

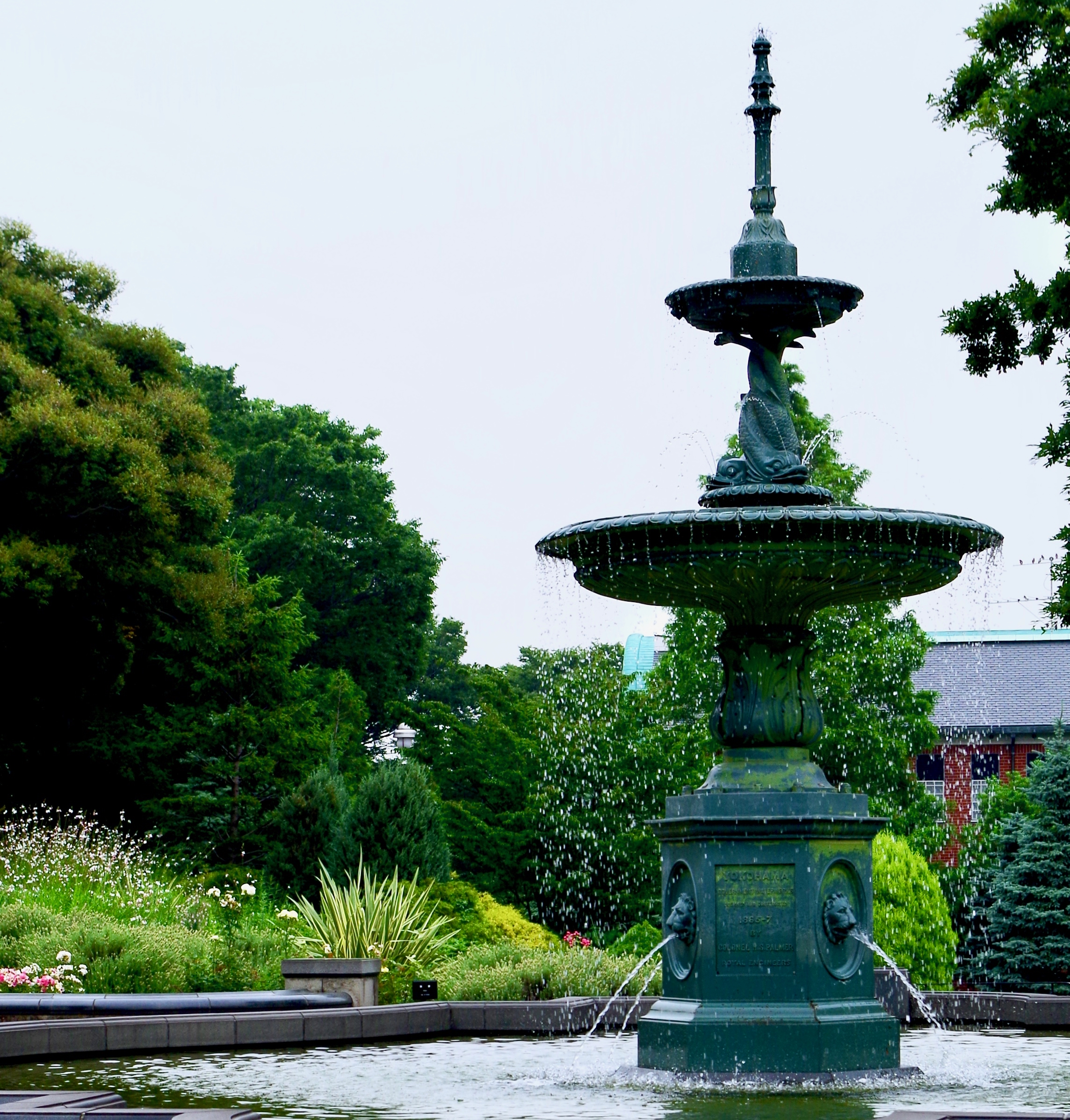
Im Park erfrischt sich Ryuji am Springbrunnen und „blamiert“ damit Noboru vor seinen Freunden.

Nach seiner Nacht bei Fusako spaziert Ryuji in einem leeren Park und denkt nach: über den Abend mit Fusako, über sein Streben nach Ruhm und wie alles zusammenhängen könnte. Er erinnert sich, wie Fusako ihn fragte, weshalb er nie geheiratet hat und er ihr vorlog: „Es ist nicht einfach eine Frau zu finden, die einen Seemann heiraten möchte.“ In Wahrheit hat er seine verheirateten Kollegen, eventuell sogar Väter, immer bemitleidet, da sie ihre „Chancen weggeworfen“ haben, Ruhm zu finden. Gleichzeitig hatte er ein sehr eigenes Verständnis von wahrer Liebe: Die vielen Seemannslieder haben ihn überzeugt, dass ein Mann die Frau seines Lebens nur einmal treffen wird – er glaubt, Fusako sei diese Frau, fand aber keine Worte, dies zu sagen.
Bevor er mit Fusako intim wurde, versucht er, ihr von seiner seltsamen Leidenschaft zu erzählen, die einen Mann „am Kragen packt“ und ihn in eine „Sphäre transportiert, in der er keine Todesangst mehr hat.“ Da ihm die passenden Worte dafür fehlen, erzählt er ihr stattdessen von seinem Leben: Nach dem frühen Tode seiner Mutter wurde er von seinem Vater, einem Beamten, und seiner älteren Schwester großgezogen. Trotz seiner schweren Erkrankung arbeitete sein Vater Überstunden, um Ryuji eine Schulbildung zu ermöglichen. Später im Krieg wurde Ryujis Familienhaus durch einen Luftangriff zerstört und seine Schwester starb nur wenig später infolge ihrer Typhuserkrankung. Nachdem er seine Gymnasiallaufbahn absolviert hatte, starb auch sein Vater. Seine einzigen Erinnerungen an das Land bestehen folglich aus Armut, Krankheit, Tod und endloser Verwüstung. Indem er ein Seemann wurde, konnte er sich für immer vom Lande verabschieden. Fusako war der erste Mensch, dem Ryuji all dies anvertraute.
Die Gedanken an Fusako und die Vorfreude an ihr Treffen am Nachmittag erfüllen Ryuji mit einer „kindlichen Freude“, die er lange nicht mehr gespürt hatte. Mit einem breiten Lächeln im Gesicht erfrischt er sich am Springbrunnen und lässt sein durchnässtes weißes Unterhemd durch die strahlende Sonne trocknen. Auf seinem Weg aus dem Park trifft er Noboru und seine Bande und erinnert sich der Worte Fusakos: „Irgendetwas stimmt mit Noboru nicht. Es fühlt sich an, als ob er von uns Bescheid wüsste.“ Er beginnt ein kurzes Gespräch mit Noboru, ganz zu dessen Missfallen, der sich für Ryujis „kindisches Verhalten“ schämt:

„Ryuji: „Hi! Die Welt ist klein, nicht wahr? Geht ihr Schwimmen?“

Noboru:„Wieso… Wie ist dein Shirt so nass geworden?“

Ryuji:„Achso, das hier? […] Ich hab mich ein wenig am Springbrunnen da geduscht.““

#### Kapitel 5 (Tötung der Katze)
Nach ihrem gemeinsamen Picknick fahren die Jungen zum Haus von Chef – welches wegen seiner stetig arbeitenden Eltern immer verlassen ist –, in welchem dieser eine Zeremonie geplant hat, um den anderen Jungen „absolute Leidenschaftslosigkeit“ beizubringen. Auf Anordnung von Chef jagen die Jungen einer streunenden Katze hinterher und fangen sie letztlich auch. Das „gefleckte, miauende Kätzchen mit trüben Augen“ ist so klein, dass es in Noborus Handfläche passt. Während er die Katze an seine Brust drückt, fühlt er „das Pumpen ihres heißen Herzens.“ Chef teilt den fünf Jungen verschiedene Rollen zu. Ausführlich und brutal wird beschrieben, wie sie die Katze bei lebendigem Leibe mehrfach gegen einen Baumstamm schlagen, bis alle ihre Knochen gebrochen sind. Anschließend sezieren sie sie und werfen sich ihre Eingeweide zu.
Noboru vergleicht den Anblick der zerstückelten Katze mit den nackten Körpern Ryujis und Fusokas, kommt aber zum Schluss, dass diese „im Vergleich hierzu nicht nackt genug“ waren. Er schlussfolgert, dass der „Tod“ die Katze nun in eine „perfekte, autonome Welt“ gebracht hat; eine bessere Welt als die, in welcher er leben muss. Der grausame Akt erfüllt Noboru auf eine bizarre Art und Weise und er realisiert erst, wie er die Katze eigenhändig getötet hatte: „Ich kann alles tun, egal wie schlimm.“ Chef gratuliert ihm dazu, ein Mann geworden zu sein.

#### Kapitel 6 (Freundschaft von Ryuji und Noboru)
Auf dem Weg nachhause fühlt sich Noboru kränklich, seine Gedanken kreiseln:
1. Er fürchtet, dass seine Mutter bemerken wird, was er gerade getan hat. Akribisch untersucht er seine Kleidung auf Blutspuren, Fell oder andere mögliche Erkennungsmerkmale der Katze.
2. Er fürchtet, durch das Zusammentreffen mit Ryuji aufzufliegen, denn eigentlich sollte er mit einer ganz anderen Gruppe an Freunden schwimmen gehen und nicht in Kamakura eine Katze töten.
3. Er wünscht sich, seinen „Helden“ Ryuji anderweitig getroffen zu haben, damit auch Chef seine Bewunderung nachvollziehen kann. Sein „kindisches“ Spielen am Springbrunnen und sein offensichtlicher Versuch, sich bei Noboru beliebt zu machen, ist nicht mehr als eine „schändliche Karikatur des kinderlieben Erwachsenen.“ Chef hat er noch felsenfest geschworen: „Er (Ryuji) ist anders.“

An der Küste trifft er wieder auf Ryuji, der ihn sichtlich erfreut in ein Gespräch verwickelt. Noboru bittet ihn, seiner Mutter nicht davon zu erzählen, dass er sich im Park aufgehalten hat und Ryuji klopft ihm auf die Schulter und entgegnet: „Klar, kein Problem.“ Dass Ryuji derart schnell seiner Bitte folgt, enttäuscht Noboru, der denkt, „Er hätte mir zumindest ein wenig drohen können.“ Auf Noborus Bitte kommt Ryuji mit zum Haus und als die dortige Haushälterin Noboru wegen seines „schlechten Verhaltens“ gegenüber ihrem Gast tadelt, verteidigt Ryuji ihn. Beide reden stundenlang über Ryujis Tätigkeit als Seeman und seine unzähligen Abenteuer in Australien, England und Haiti. Noboru fühlt eine enge Verbindung zu dem Seemann, dessen Worte ihn in die weiten Welt des „Golf von Mexiko, indischen Ozeans, persischen Golfs“ transportieren. Zum ersten Mal, so denkt er, merkt er, wie sich Glück anfühlt.
Während Noboru einschläft, blickt Ryuji geistesabwesend in die Gegend und hinterfragt seine letzten Entscheidungen. Wieso, denkt er sich, sitzt er im Wohnzimmer mit dem Sohn einer Frau, die er erst seit zwei Tagen kennt? Wieso spürt er plötzlich eine Verbindung zu den Gegenständen des Hauses, dem schönen Kaminsims, wenn ihn Materielles nie etwas bedeutet hat? Er schleicht leise am schlafenden Jungen vorbei und verabschiedet sich von der Haushälterin, die ihm mit einem Zwinkern entgegnet: „Ich denke, heute Abend kann ich wieder mit Ihnen rechnen?“

#### Kapitel 7 (Der letzte Abend)
Am Nachmittag treffen sich Fusako und Ryuji auf einen Kaffee am Hafen Yokohamas. Obwohl sie sich ihre Trauer nicht anmerken lassen möchte, fragt sie ihn geradeheraus: „Du segelst morgen wieder ab, richtig?“ Er bejaht die Frage mit einem kurzen Kopfnicken. Das Liebespaar spaziert durch die Gassen Yokohamas, auf dem Weg zu einem luxuriösen Steakhaus in Bashado. Fusako beobachtet jede Bewegung ihres Liebhabers mit feinster Genauigkeit und unterbricht das romantische Schweigen: „Ich bin dank dir wirklich tief gesunken.“, „Warum?“ Auf die Frage kommt keine Antwort und auch auf seine zweite Nachfrage folgt nur weiteres Schweigen. Als angesehene, emanzipierte Frau möchte Fusako nicht das Klischee der „verlassenen Seemannsbraut“ sein, die ihrem Mann aus der Ferne auf ein unbestimmtes Wiedersehen zuwinkt, wie „jede andere Hafenhure.“
Obwohl es ihr nicht bewusst ist, schmerzt auch Ryuji die frühe Trennung der beiden. Zwar versucht er sich einzureden, dass er seine Frau verlässt, um in der Ferne den Ruhm zu finden, aber langsam wird er sich bewusst, dass er einen solchen Ruhm nie auf der See finden wird – dort gibt es nur „Wächter, Tag und Nacht, langweilige Routine und die erbärmlichen Umstände eines Gefangenen.“ Nach dem Abendessen gehen sie im Wald spazieren und Fusako küsst ihn leidenschaftlich: für Ryuji ist dies „der Kuss des Todes, ein solcher Tod, den er sich von der Liebe immer erhofft hatte.“ Als er sich eine Zigarette anzünden möchte, sieht er durch das Licht seines Feuerzeugs die Tränen in Fusakos Augen; auch er beginnt zu weinen.
Noboru wartet derweil Zuhause auf die Rückkehr der beiden, um sie beim Sex beobachten zu können. Gegen 10 Uhr Abends klingelt das Telefon und die Haushälterin teilt ihm zu seiner Enttäuschung mit, dass sich beide entschlossen haben, ihre zweite Nacht in einem Hotelzimmer zu verbringen. Nachdem sich herausstellt, dass auch die Haushälterin einen Schlüssel für sein Zimmer hat und er damit nicht einmal die Chance bekommt, Chef zu besuchen, brodelt er vor Wut, nimmt sich sein Tagebuch und schreibt die Verbrechen von Ryuji nieder. Als es im Nebenzimmer raschelt, rennt er aufgeregt zum Guckloch, aber sieht nichts außer Schwärze.

#### Kapitel 8 (Abschied)
Gegen 6 Uhr morgens soll das Schiff den Hafen verlassen und das Frachtgut nach General Santos in die Philippinen liefern. Fusako kleidet sich in ihren schönsten schwarzen Kimono, denselben, in welchem sie ihre erste Nacht mit Kyuji verbrachte. Trotz des bevorstehenden Abschieds haben sich beide erstaunlich wenig zu erzählen. Zusammen mit Noboru gehen sie zum Hafen; für ihn ist Ryuji zu diesem Zeitpunkt der „perfekte Mann“ – der abenteuerliche Seemann, der seine Frau als eine seiner vielen schönen Erinnerungen zurücklässt. Ryuji überlegt, Fusako zum Abschied zu küssen, aber ziert sich vor Noboru. Stattdessen versprechen sich beide, an „jedem Hafen“ Briefkontakt zu halten. Ryuji läuft an den großen Schildern vorbei, die seine Reiseroute erahnen lassen – Singapur, Hong Kong, Lagos –, stellt sich neben die japanische Flagge und winkt, während das Schiff in See sticht. Fusako und Noboru schauen ihm so lange nach, bis das Schiff komplett aus ihrem Sichtfeld verschwunden ist.

### Teil 2: Winter

#### Kapitel 1 (Wiedersehen)

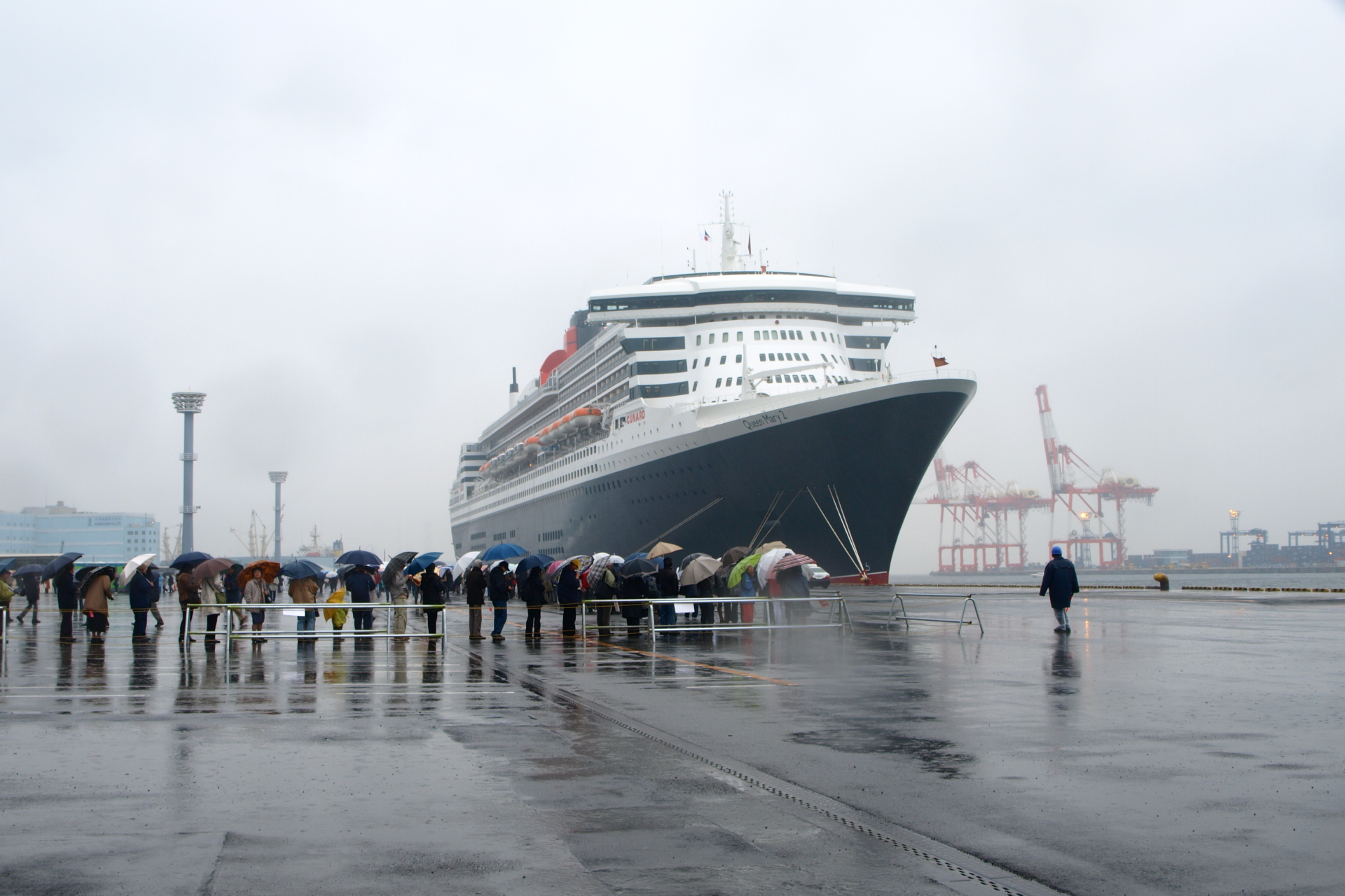
An einem verregneten Wintermorgen kommt Ryuji zunächst nur für Neujahr zurück nach Yokohama.

Am 30. Dezember, einem verregneten Wintermorgen, kommt Ryuji von seiner Reise zurück und wird von Fusako am Zentralsteg abgeholt. Um keine Aufmerksamkeit auf sich zu ziehen, wartet Fusako auf dem Rücksitz ihres Autos. Beide haben sich nicht abgesprochen, sich an diesem Tag am Hafen zu treffen; sie haben jeweils auf den anderen vertraut. Folglich umarmen sie sich innig und weinen; über sieben Minuten vergehen, bis Ryuji die Stille unterbricht: „Danke für deine ganzen Briefe. Ich habe jeden davon mindestens hundertmal gelesen.“ Fusako bitte ihn, zumindest über Neujahr bei ihnen zu wohnen und ohne zu zögern sagt Ryuji zu. Er wundert sich, wo Noboru geblieben ist, aber Fusako beruhigt ihn und meint, er habe sich lediglich leichtes Fieber zugezogen und war deswegen verhindert, mit zum Hafen zu kommen. Obwohl sich die Liebenden so lange nicht mehr gesehen haben und beide fürchteten, ihre alte Leidenschaft nicht wieder entflammen zu können, reden sie miteinander, als wäre nie etwas geschehen. Doch zu seiner Überraschung weckte der Anblick der gewohnten Orte, an denen beide Zeit miteinander verbracht haben, in Ryuji keine emotionale Regung:

„Ryuji rechnete damit, dass er nach dem Aussteigen für einige Zeit das Gefühl haben würde, die Welt würde unter seinen Füßen schwanken, doch heute fühlte er sich mehr denn je wie ein Teil in einem Puzzle in einer verankerten, freundlichen Welt.“

Die Haushälterin empfängt den schönen Seemann herzlich und macht den beiden Tee, während Ryuji die Neuerungen im Wohnzimmer mustert. Im Moment, in dem er losgesegelt ist, hat Fusako ihre Liebe zu Tennis und Nähen wiedergefunden; in der Ecke steht eine kleine Trophäe der Frauendoppel-Meisterschaften, die sie am Myōkōji-Tempel gewonnen hat. Beide gestehen sich ihre Liebe zueinander und Ryuji spezifisch beichtet, damals das Ziel gehabt zu haben, sie zu vergessen. Als sein Schiff aber Halt in Honolulu, Hawaii machte und er ihren ersten Brief erhielt, wusste er, dass er sie liebt. Auch seine Kollegen haben die plötzliche Freude bei ihm bemerkt und ihn voller Freude über seine Liebe ausgefragt.
Ryuji nimmt das Spielzeug-Krokodil aus seiner Tasche, das er für Noboru in Brasilien gekauft hatte und klopft mit Fusako zusammen an seiner Tür. Ryuji erzählt dem kränklichen Jungen von der Geschichte des Plüschtiers und wie indische Piraten es ursprünglich für eine Zeremonie flickten, aber nach einem langen Gespräch übereinstimmten, es Ryuji zu schenken. Noboru, der sich eigentlich gefreut hatte, Ryuji wiederzusehen, hört der Geschichte skeptisch zu; er vernimmt etwas „oberflächliches, gspieltes“ in Ryujis Worten, so als ob er bewusst das sagte, von dem er glaubt, dass Ryuji es hören möchte. Zum Schock seiner Mutter fragt Noboru: „Mr. Tsukazaki, wann werden sie wieder segeln?“; dieser entgegnet im ruhigen Ton: „Ich bin mir noch nicht sicher.“ Am selben Abend schnappt sich Noboru sein Tagebuch und fügt zwei weitere „Anklagepunkte“ gegen Ryuji hinzu.

#### Kapitel 2 (Verlobung)

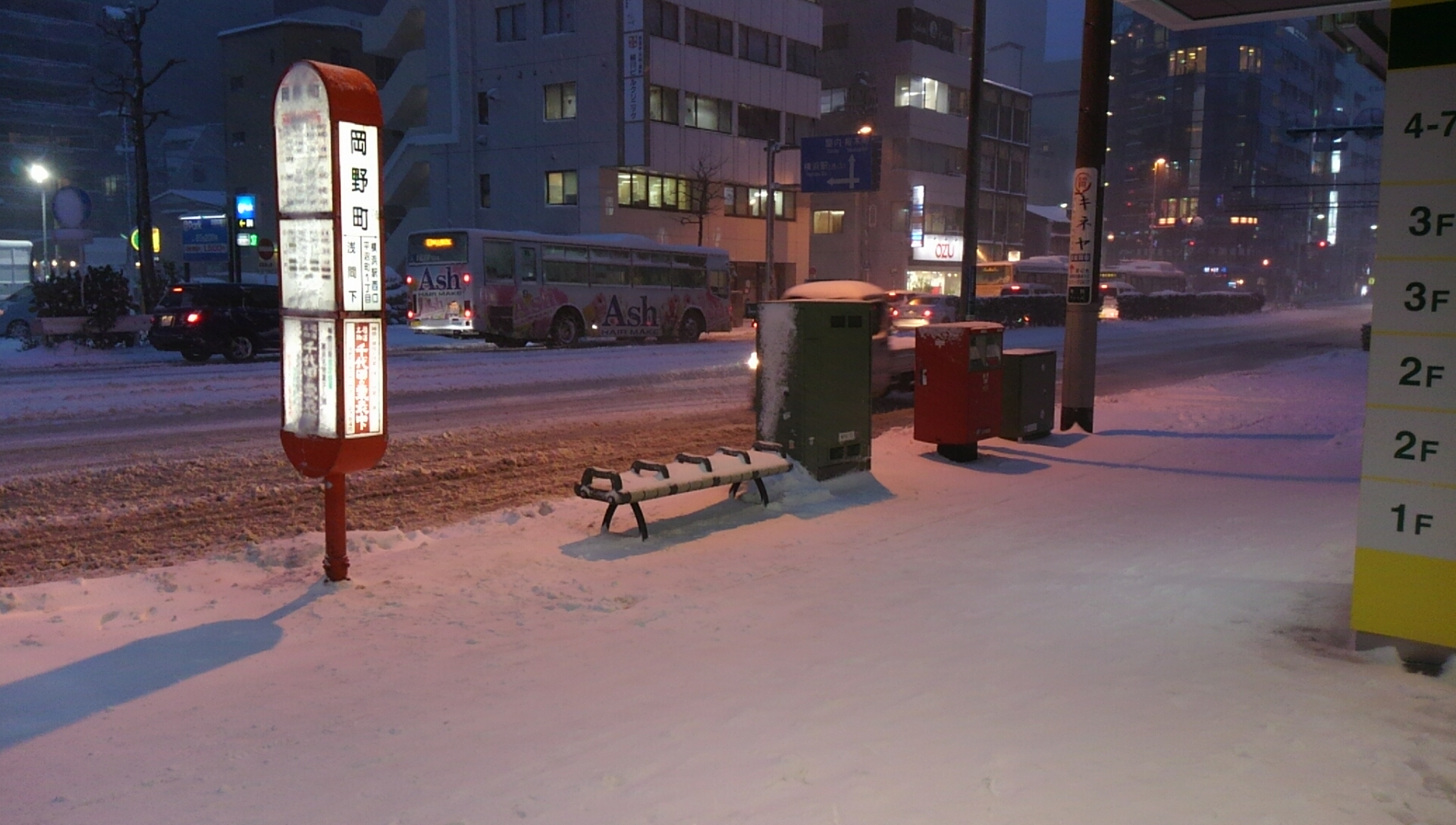
Mitten in der Nacht schleichen sich die Liebenden heraus und Ryuji macht Fusako einen Heiratsantrag.

Ryuji, Noboru und die Haushälterin bereiten alles für das Neujahrsfest vor und die angespannte Stimmung zwischen Noboru und Ryuji scheint wieder völlig vergessen zu sein. Als Fusako ihren Sohn beim Spielen tadelt, steht Ryuji hinter ihm und sagt ihr „Mach dir doch nicht immer solche Sorgen. Sport ist die beste Methode, eine Erkältung loszuwerden“ – auf Noboru hinterlässt diese Bemerkung einen tiefsitzenden Eindruck, denn zum ersten Mal seit langem hört er in seinem Haus ein „Männergespräch“. Nach dem gemeinsamen Familienessen gehen Ryuji und Fusako ins Schlafzimmer und fallen übereinander her. Ryuji schlägt ihr vor, trotz der Kälte und des schlechten Wetters aus dem Haus zu schleichen und gemeinsam den Sonnenaufgang des neuen Jahres zu bewundern. Fusako wird direkt an den „Irrsinn ihrer Jugend“ erinnert, zieht sich ihre dänische Skijacke an und folgt ihm nach Draußen.
Am Pier spielen die beiden Fangen, bis sie erschöpft übereinanderfallen. Ein betrunkener Farmer kommt ihnen entgegen und gröhlt ihnen ein freuliches „Möge dies ein gutes Jahr für uns alle sein“ entgegen. Fusako kuschelt sich in den Mantel des komplett verschneiten Ryuji, sie küssen sich und sagen unison: „Das wird es. Es muss es werden.“ Für Ryuji ist der romantische Moment ein Moment der Klarheit: er wird bald 34. Es ist Zeit einzusehen, dass kein extra für ihn bestimmter Ruhm auf der See auf ihn wartet. Er muss sich von dieser Vorstellung verabschieden und sein „langweiliges, routiniertes Leben als Seemann“ hinter sich lassen. Er nimmt all seinen Mut zusammen und fragt: „Willst du mich heiraten?“ Vor Freude beginnt Fusako zu weinen und sagt Ja.

#### Kapitel 3 (Privatdetektiv)
Zum Überraschen Noborus reist die Rakuyo am 5. Januar ohne Ryuji ab. Am Folgetag öffnet auch das Rex wieder, die nun durch die Partnerschaft mit zwei New Yorker-Modehäuser ein großes neues Sortiment im amerikanischen Stil anbieten. Yoriko Kasuga kommt von ihrer Reise nach Europa wieder und lädt Fusako ins Le Centaure, ein renommiertes französischen Feinkostrestaurant, ein. Die Einsamkeit in Yorikos Augen scheint nur gewachsen zu sein, vor allem, da sie keinen der erwünschten Preise im letzten Jahr gewinnen konnte.
Im beschwipsten Zustand schwärmt Fusako von Ryuji und erzählt Yoriko von der Verlobung. Doch obwohl sich diese über die glückliche Nachricht freut, empfiehlt sie, einen Privatdetektiv anzuheuern, der Ryujis Vergangenheit beleuchten soll. Sie selbst habe nämlich schlechte Erfahrungen mit ihrem Ex-Verlobten gemacht und in ihrer Verzweiflung versucht, sich selbst zu töten; ihre tiefen Narben am Unterarm dienen als Beweis. Fusako folgt dem Vorschlag, um Yoriko von Ryujis weißer Weste zu überzeugen und sich auch selbst zu beweisen, dass Ryuji nicht bloß eine „einsame Witwe“ ausnutzt, sondern es wirklich ernst meint.
Eine Woche später kommt der Report an und – zum Missfallen Noborus – findet der Privatdetektiv keine brisanten Details über Ryuji, sondern beschreibt ihn als loyalen und treuen Seemann. Fusako ruft Yoriko an und liest ihr die wichtigsten Passagen aus dem langen Bericht vor:

„Sonderuntersuchung - Vertraulicher Bericht.

Das Folgende sind die Ergebnisse einer Untersuchung der Angelegenheiten Ryuji Tsukazakis, wie vom Auftraggeber gefordert.
Erstens: Vorstrafen der Person, Beziehungen etc.

Die Angaben zur persönlichen Geschichte des Subjekts stimmen mit den Informationen im Besitz des Auftraggebers überein. Die Mutter, Masako, starb, als er zehn Jahre alt war. Der Vater, Hajime, arbeitete als Angestellter im Bezirksamt Katsushita in Tokio. Nach dem Tod seiner Frau heiratete er nicht wieder und widmete sich der Erziehung und Ausbildung seines einzigen Sohnes. Das Haus der Familie wurde im März 1945 bei einem Luftangriff zerstört. Die Schwester, Yoshiko, starb im Mai desselben Jahres an Typhus. Der Betreffende machte seinen Abschluss an der Handelsmarine-Hochschule… […]

Was die Beziehungen des Subjekts zu Frauen betrifft, ist er derzeit weder mit einer Frau zusammen noch gibt es keinen Hinweis darauf, dass er jemals mit einer Frau zusammengelebt, geschweige denn eine längere oder bedeutende Affäre geführt hat.
Zweitens: Persönlichkeit, Eifer, Krankheit etc.

Obwohl der Proband leicht exzentrische Tendenzen aufweist, ist er gewissenhaft in seiner Arbeit, sehr verantwortungsbewusst und äußerst gesund: Er hatte nie eine schwere Krankheit. Die bisherigen Ergebnisse der Untersuchung zeigen keine Vorgeschichte von Geisteskrankheiten oder anderen erblichen Krankheiten in der der unmittelbaren Familie.
Drittens: Finanzen, persönliche Freundschaften etc.

Der Betroffene hat keine Schulden; er hat nie einen Vorschuss auf sein Gehalt aufgenommen, noch hat er seinem Arbeitgeber jemals Geld geschuldet. Alles deutet auf eine makellose finanzielle Bilanz hin. Der Betreffende ist dafür bekannt, dass er die Einsamkeit der Gesellschaft vorzieht; dementsprechend kommt er mit seinen Kollegen nicht immer gut aus…“

Das Gesagte reicht Yoriko und beide Damen legen überglücklich auf.

#### Kapitel 4 (Väter)
Am 11. Januar vereinbart die Gang ein weiteres Treffen, nachdem es ihnen wegen Chefs Abwesenheit – seine Eltern nahmen ihn auf einen Sightseeing-Trip nach Kyoto und Nara mit – nicht möglich war, in den Ferien zusammenzukommen. Trotz der starken Winterstürme wählen sie den Yamashita-Steg als Treffpunkt. Chef fragt Noboru, ob das Gerücht der Rückkehr Ryujis stimme und beschämt bejaht dieser die Frage. Entsetzt erzählt er, wie Ryujis Seemannsgeschichten mittlerweile nur noch wie geprobte Schauspieleinlagen klingen und dieser von Fusako sogar Training in westlicher Etikette und der Geschäftsverwaltung bekommt; seit dem 8. Januar begleitet er sie sogar jeden Tag zum Geschäft. Der Gang, zuvor wegen der Springbrunnen-Erzählung in schallendes Gelächter ausgebrochen, vergeht plötzlich das Lachen und sie realisieren den Ernst der Lage. Chef fragt Noboru: „Nummer 3 […], möchtest du den Seemann wieder zu einem Helden machen? […] Es gibt nur eine Möglichkeit, aber ich kann dir noch nicht sagen, was es ist. Die Zeit dafür wird aber schon bald kommen.“ Noboru glaubt zu wissen, was Chef meint und fängt an zu schlucken. Seinen Versuch, Ryuji wieder reinzuwaschen, überhört Chef.
Chef beginnt einen langen, philosophischen Monolog über das „Böse“ im Vatersein und auch die anderen Jungen stimmen mit ein: Nummer 2 erzählt davon, wie sein Vater ihm immer noch kein Luftgewehr schenken möchte, Nummer 4 berichtet, wie sein Vater fast täglich betrunken nachhause kommt und seine Mutter beleidigt, obwohl er drei Affären hat und Nummer 5 wird von seinem Vater, der den ganzen Tag nur am Beten ist; alleine gelassen. Nummer 2 fügt hinzu, wie er von seinem Vater bereits zum dritten Mal in der letzten Woche verprügelt wurde, aber Chef unterbricht ihn: „Es gibt schlimmere Dinge als geschlagen zu werden.“ Noboru grübelt lange über diese prägnante Aussage, kann sie aber nicht nachvollziehen.

#### Kapitel 5 (Ryujis "Abkehr" vom Heldentum)

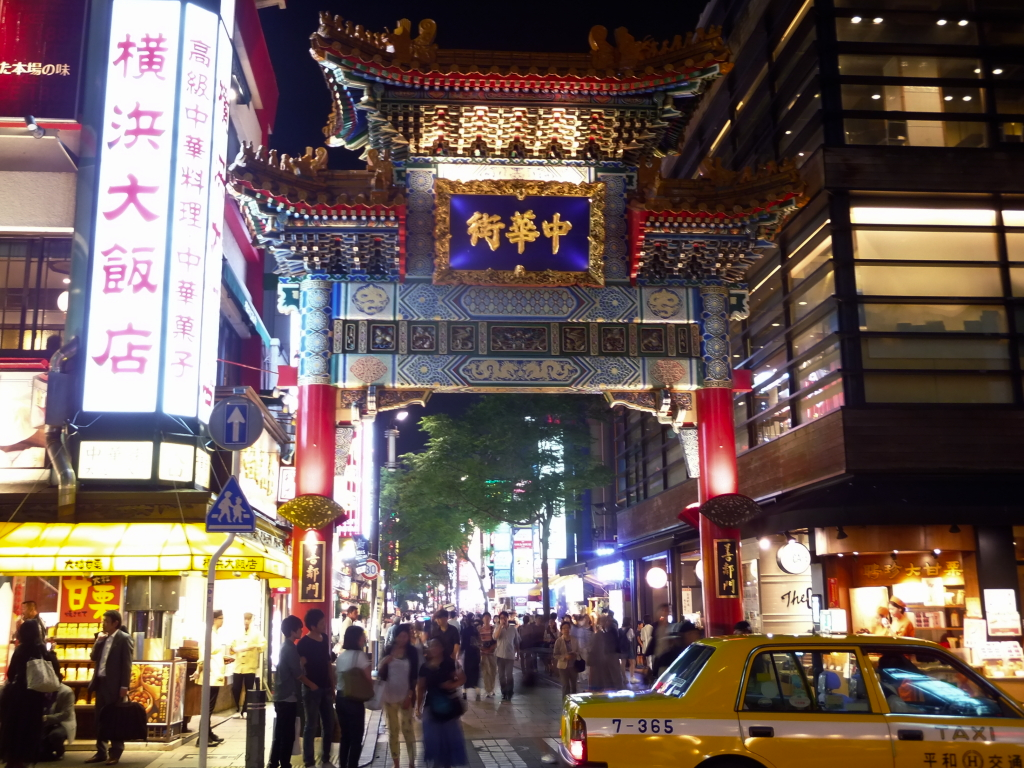
Im Chinatown Yokohama erzählen Fusako und Ryuji von ihrer Verlobung.

Noboru merkt, wie etwas bei ihm Zuhause anders ist. Seine Mutter ist plötzlich viel aufmerksamer und liebevoller als sonst; ein ihm bekanntes Zeichen dafür, dass sie ihm bald etwas gestehen wird, das er nicht gerne hören möchte. Auf Ryujis Bitte hat sie sich sogar entschlossen, sein Zimmer nicht mehr Abends abzuschließen. Wenige Tage später trifft er seine Mutter und Ryuji edel gekleidet vor: Sie laden den erfreuten Jungen ins Kino ein und gehen später mit ihm in Chinatown essen; chinesisches Essen ist Noborus Leibgericht. Fusako trinkt einen großen Schluck Shōchū, nimmt Noborus Hand und fängt zu sprechen an:

„Noboru mein Schatz, ich möchte, dass du deiner Mutter sehr genau zuhörst, denn es ist wirklich wichtig. […] Du kriegst einen neuen Papa. Herr Tsukazaki wird dein neuer Vater. […]

Dein echter Papa war ein wunderbarer Mann. Du warst acht Jahre alt, als er von uns ging, ich weiß, dass du ihn sehr vermisst. Aber ich kann dir gar nicht sagen, wie einsam deine Mama die letzten fünf Jahre war und ich weiß, dass auch du dich einsam gefühlt hast. Du musst sicher auch schon viele Male gedacht haben, dass wir beide einen neuen Papa in unserem Leben brauchen. […]

Noboru, ich möchte, dass duHerrn Tsukazaki von heute an Papa nennst; wir werden Anfang nächsten Monats heiraten und wir werden viele Freunde einladen und wir werden eine tolle Party feiern.“

Obwohl sich Noboru schon auf diese Verkündung eingestellt hatte, fühlt er sich plötzlich, als ob er betrunken wäre. Mit voller Kraft zwingt er sich ein künstliches Lächeln auf, das Ryuji fälschlicherweise als eine ehrliche Zustimmung interpretiert. Er legt seine offene Hand auf den Tisch und sagt: „Wie schön. Dann werde ich dich von jetzt an nicht mehr Noboru nennen. Ab heute bist du mein Sohn. Was sagst du, Sohn? Willst du deinem Vater die Hand geben?“ Noboru kriegt starke Kopfschmerzen und mit größter Mühe legt er seine Hand auf die Ryujis; die Bewegung fühlt sich an, als „wäre er unter Wasser“ und mit jedem Schritt zu ihm hin fühlen sich Ryujis Hände nur noch ferner an. Noch in seinem Bett wünscht er sich, dass Ryuji in sein Zimmer stürme und ihm gestehe, dass alles nur ein ausgeklügelter Scherz war; aber es passiert nichts.
Seit seiner Mutter sein Zimmer nicht mehr absperrt, hat er sich nicht getraut, die beiden durch sein Guckloch zu beobachten. Diesen Abend aber, nach all den Strapazen, die er erlitten hat, nimmt er seinen Mut zusammen und hockt sich an die Wand – „Wenn er wirklich ein Genie ist und die Welt pure Leere, wieso sollte dann nicht seine Fähigkeiten nutzen und es beweisen?“ Noboru schaltet seine Taschenlampe an und legt seine Englisch-Karteikarten bereit, die er im Fall des Entdecktwerdens als Ausrede nutzen will; doch ehe er sich versieht, schläft er auf dem Stuhl ein. Gegen Mitternacht betreten Fusako und Ryuji das Schlafzimmer und sie erzählt ihm davon, wie sie sich trotz der Dunkelheit im Zimmer immer beobachtet fühlt. Beim Mustern des Raumes sieht Ryuji einen kleinen Lichtstrahl durch die Wand des benachbarten Zimmers scheinen: „Ich frage mich, was das ist. Denkst du Noboru ist noch wach? Weißt du, dieses Haus ist wirklich heruntergekommen. Morgen kaufe ich neuen Putz und verdichte die Wände.“ Entgeistert springt Fusako vom Bett und rennt in Noborus Zimmer, in dem sie ihn schlafend auf dem Stuhl vor dem Guckloch vorfindet, die angeschaltete Taschenlampe noch in der Hand.
Durch ihr weinerliches Geschrei weckt sie Noboru aus seinem tiefen Schlaf: „Wie demütigend! Wie verdammt demütigend! Mein eigener Sohn, ein dreckiger, widerlicher… ich könnte jetzt auf der Stelle sterben.“ Fusako ruft Ryuji ins Zimmer, um Noboru zu bestrafen. Die angespannte Situation irritiert ihn sichtlich und als er ihn ausfragt, gesteht Noboru, dass es sich nicht um ein einmaliges Erlebnis handelt, sondern dass er die beiden schon seit seiner Ankunft bespäht. Ryuji befindet sich in der misslichen Lage, zum ersten Mal eine Entscheidung als Vater zu treffen: Er glaubt, den Jungen zu schlagen sei ein schlechtes erstes Omen für ihre Beziehung als Vater und Sohn. Stattdessen zeigt er ihm gegenüber Verständnis, schließlich sei auch für ihn die Umstellung sicherlich aufregend gewesen, und bittet Fusako, das Geschehene einfach zu vergessen; in einigen Jahren werden die drei sicherlich darüber lachen, „wie Erwachsene.“ Noboru ist von der Schwäche in Ryujis Worten nahezu angeekelt: „Wie kann ein solcher Mann so etwas sagen? Das hier war also der großartige Held, der einst so hell erstrahlte?“ Noboru versteht nun, was Chef damals meinte: Es gibt schlimmere Dinge, als geschlagen zu werden.

#### Kapitel 6 (Planung)
Als Ryujis und Fusakos Hochzeit näherrückt, steigert sich Noborus Wut, sodass er die Bande zu einem „Notfalltreffen“ konsultiert. Sie steigen in einen leeren, verlassenen Pool und Noboru schreibt in einem „giftigen Rot-Ton“ alle von Ryujis Verbrechen an die Wand. Chef rechnet die Anklagepunkte zusammen und kommt zum Schluss, dass allein die ersten 12 Verbrechen insgesamt „weit über 150 Punkte“ wert sind; ihm war nicht bewusst, wie schlimm die Lage mittlerweile ist. Noboru hört Chef zitternd zu, doch seine Frage, ob es noch eine Chance gibt, ihn zu retten, antwortet Chef entschieden „Nein, keine. Es ist schon zu schlimm.“
Chef nutzt die Gelegenheit und rekapituliert ihre Philosophie: „Das Leben besteht aus simplen Symbolen und Entscheidungen. Ruyji wusste es zwar nicht, aber auch er war ein solches Symbol. […] Ich bin mir sicher, ihr alle wisst, welche Pflicht uns nun obliegt. Wenn ein Zahnrad verrutscht, ist es unsere Aufgabe, es wieder in die richtige Position zu bringen. Tun wird es nicht, wird aus Ordnung Chaos. Wir alle wissen, dass die Welt leer ist und das einzig wichtige ist es, Ordnung in dieser Leere zu bewahren. Wir sind die Wächter und sogar mehr als das, denn wir haben auch die Exekutivgewalt, um für die Aufrechterhaltung der Ordnung zu sorgen.“ Chef macht Noboru deutlich: „Erinnerst du dich, als ich meinte, die Zeit wird kommen? Es ist soweit.“
Noboru schluckt, aber er hat verstanden: Die einzige Möglichkeit, Ryujis Ehre wiederherzustellen, ist, diesen zu töten und zu zerteilen – ein nach ihrer Philosophie „ehrenvoller Tod“, durch den er wieder in seinen „Urzustand“ als Held transformiert wird. Chef bestärkt die Bande, indem er den Jungen vorliest: „Artikel 14 des japanischen Strafgesetzbuches (Art. 41 JPC): Nach japanischem Recht sind Taten von Jugendlichen unter 14 Jahren nicht strafrechtlich belangbar.“ Ihr Tatplan lautet wie folgt: Noboru führt Ryuji zu einem Trockendock in Sugita. Chef besorgt Schlaftabletten, die sie in seinen Tee geben werden, um ihn wehrlos zu machen; und das Skalpell. Nummer 1 besorgt einen Hanfknoten, Nummer 2 eine Isolierflasche für den Tee, Nummer 4 Zucker, Teelöffel, weißte Plastiktassen für die Jungen und eine dunkle Plastiktasse für Ryuji und Nummer 5 eine Augenbinde sowie ein Handtuch, um ihm die Luft abzuschnüren. Chef spricht den verängstigenden Jungen Mut zu: „Wir haben die Grundlagen schon an einer Katze geübt und das hier wird genau dasselbe, es gibt also nichts, um das ihr euch Sorgen machen müsst. Der Job ist nur ein wenig größer, das war's – und es könnte ein wenig strenger riechen.“ Die Gang vereinbart den morgigen Tag für ihre Aufgabe und geht ihrer Wege.

#### Kapitel 7 (Tötung und Ende)

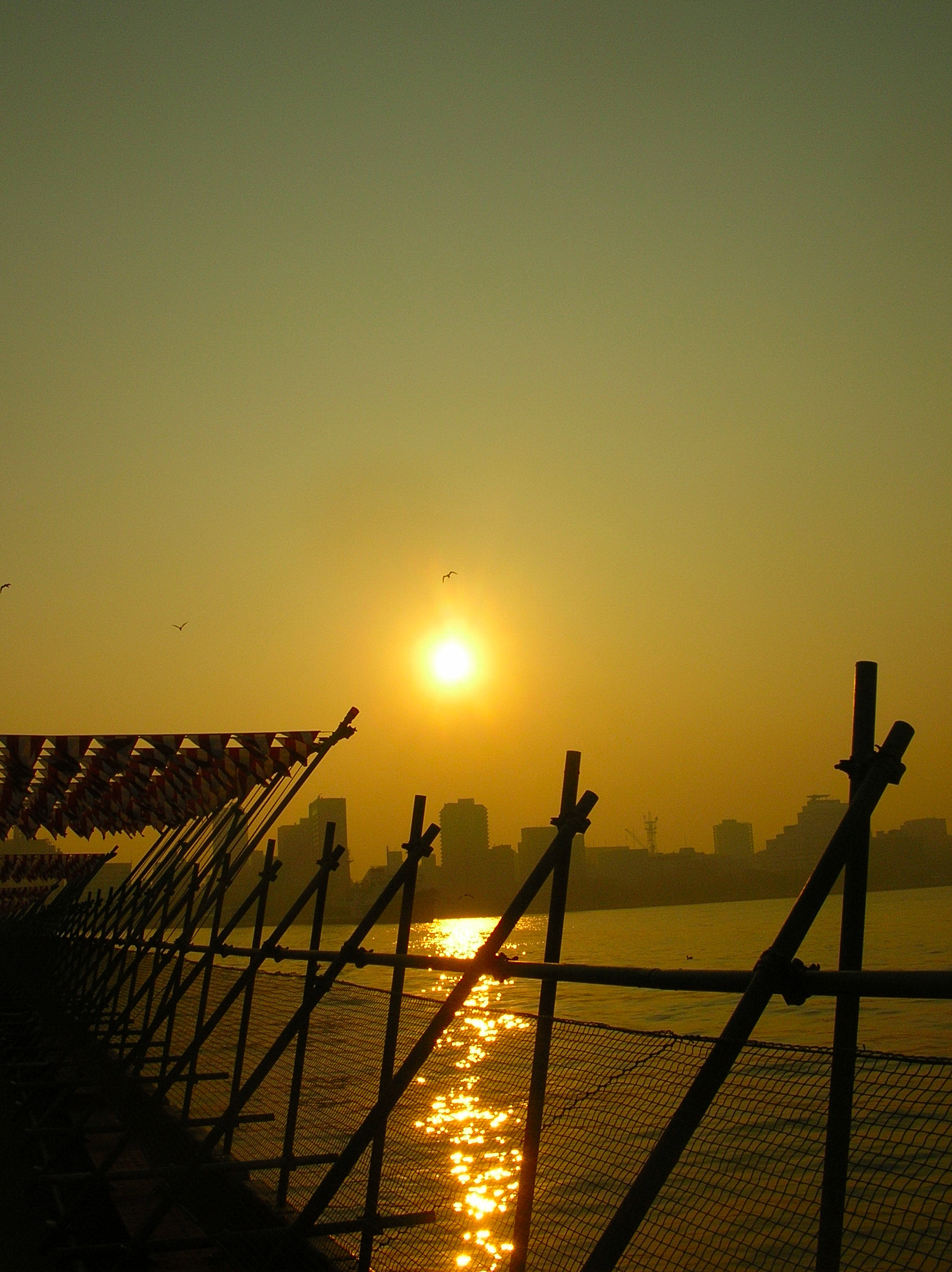
In den Bergen Yokohamas, bei Sonnenuntergang, betäuben und töten die Jungen Ryuji, während dieser über sein verpasstes Leben sinniert.

Am Morgen des 22. Januars, eines windigen, aber sonnigen Wintertags, besuchen Fusako und Ryuji das Rathaus und bitten den Bürgermeister Yokohamas, ihr Zeremonienmeister zu werden, der das Angebot dankend annimmt. Die Tische im New Grand Hotel sind reserviert und alles läuft nach Plan. Kurz nach 1 Uhr Nachmittags verlässt Ryuji das Rex, um einen alten Freund am Pier zu treffen; hierfür trägt er bewusst seine alten Seemannsklamotten anstatt des teuren englischen Cutaway, um vor seinem alten Freund nicht mit seinem neuen Lebensstil zu prahlen. Fusako begleitet ihn zur Tür und scherzt noch, ob sie sich Sorgen machen muss, dass er mit seinem Freund auf das Schiff steigt und verschwindet.
Die Geschichte entspricht jedoch nicht der Wahrheit. Tatsächlich hat Noboru ihn letzte Nacht gebeten, ihn nach der Schule an einem Café zu treffen, um den Jungs aus der Schule seine Seemannsgeschichten zu erzählen. Er soll dabei seine alten Seemannsklamotten tragen und darf seiner Mutter nichts davon erzählen. Es war die erste „Sohn–zu–Vater–Bitte“, die Noboru je gestellt hat und Ryuji war entschlossen, sein Wort zu halten und Noborus Vertrauen aufzubauen. Dort angekommen empfangen ihn die Jungen mit freundlichen Worten und bitten ihn, das Treffen an einen „passenderen Ort“, an das Trockendock zu verlegen. Als Chef die Gruppe in die Straßenbahn weist, wird Ryuji zwar skeptisch – er ist sich unsicher, weshalb sie nicht einfach zu Fuß gehen können, wenn sie nur in ein nahegelegenes Trockendock wollen – aber er vertröstet sich damit, dass der Gruppe einfach die Atmosphäre wichtig ist, wieso also sollte er protestieren. Die Straßenbahn fährt gute zwanzig Minuten lang und Ryuji wird langsam unsicher; um aber seine „moralische Pflicht“ als Vater nicht zu brechen und die Stimmung nicht zu vermiesen, entgegnet er nur schnippisch: „Hey, Moment mal. Ich habe noch nie von einem Trockendock auf einem Berg gehört.“
Als sie aussteigen, ist weit und breit keine Person aus der kleinen Gruppe in Sichtweite. Das laute Dröhnen der Bulldozer erschallt vom anderen Ende des Berges und von tief unten sind fahrende Autos zu hören, doch außer dem Klange der Maschinen ist die ganze Landschaft komplett verlassen. Sie laufen durch ein verwelktes Blumenfeld, in dem ein rostiger Wassertank steht. Ryuji beugt sich zu diesem herüber und liest:

„U.S. Streitkraft Installation

Unautorisierter Zutritt ist unzulässig und nach japanischem Recht strafbar.“

Vom Hügel hat Ryuji eine gute Sicht auf die weite See und er verspürt zum ersten Mal seit langem eine Sehnsucht nach ihr. Seine Skepsis hinsichtlich des Ausflugs mindert sich, als er durch die See an seine eigenen verrückten Abenteuer denkt, die er als Jugendlicher unternahmen. Ryuji beginnt, seine Geschichten zu erzählen und seine Nostalgie an die alte Zeit wird stärker: die Anekdote, als einer seiner Kollegen in Sues bemerkte, wie ihnen ein Tau gestohlen wurde. Die Geschichte des japanischstämmigen Wächters in Alexandria, der sich mit den lokalen Händlern verschwörte, um die Crew zu vergiften. Die Schwierigkeit, innerhalb weniger Stunden die Kohle in Newcastle auszuladen und das Schiff so schnell wie möglich fertigzumachen, um sofort nach Sydney abreisen zu können – alles in einer Tour. Der Anblick eines Fruchtlieferanten an der Küste Südamerikas etc. Der Plan geht auf; während Ryuji seinen Tee trinkt, sinniert er darüber, wie er sein Leben auf See hinter sich gelassen und ein heroisches Leben voller Sex, Abenteuer und Tod verwirkt hat.
Ryuji beobachtet Chef in der Ferne, wie sich dieser seine Latexhandschuhe überstülpt, schenkt ihm dabei aber gedankenverloren keine Beachtung. Stattdessen glaubt er nun, zu wissen, wie Noboru über ihn denkt: „Ich hätte ein Mann sein können, der für immer davonsegelt.“ Noboru reicht ihm mit zittrigen Händen einen weiteren Tee:

„Noch immer in seinem Tagtraum vertieft, trank er den lauwarmen Tee aus. Er schmeckte Bitter. Ruhm ist, wie jeder weiß, bitter.“

An der Stelle endet der Roman.

## Formalia

### Erzählperspektive
Der Seemann, der die See verriet wird durch einen auktorialen, heißt allwissenden Erzähler geschildert, der in die Gedanken seiner Figuren eintauchen kann. Mishima wechselt in der Erzählung zwischen der dritten Person und der ersten Person, wobei sich die Sprache in beiden Fällen drastisch unterscheidet.
Hierdurch etabliert Mishima das Thema von Schwierigkeiten der menschlichen Kommunikation. Kommunikation wird als „Ratespiel“ dargestellt, bei dem die Gedanken der Figuren nicht mit ihrem Handeln übereinstimmen.
Die Figur, die vielleicht den schärfsten Kontrast zwischen ihren Gedanken und ihrer Sprache zeigt, ist der Seemann Ryuji. Mishima schildert den ständigen inneren Konflikt zwischen Ryujis Vorstellung von Ruhm und der Liebe, die er für Fusako empfindet, indem er die Erzählung in der dritten Person durch eine Erzählung in der ersten Person ersetzt, die in Ryujis Kopf spielt. Kein Teil von Ryujis direkter Rede und seinen Dialogen zeigt diesen inneren Konflikt, und so hat keine der anderen Figuren eine Vorstellung davon, was in Ryujis Kopf vor sich geht.
Ein Beispiel dafür findet sich in Kapitel 4, als Fusako Ryuji zum ersten Mal trifft und ihn fragt, warum er nie geheiratet hat. Ryuji antwortet in der dritten Person: „Es ist nicht leicht, eine Frau zu finden, die bereit ist, die Frau eines Seemanns zu sein“. Unmittelbar danach schildert Mishima die Gedanken Ryujis, nach denen er Heirat seiner Kollegen als „weggeworfene Gelegenheit“ sieht. Ryujis Vorstellung von Ruhm wird als ein „klares, einsames Horn ... eine schwülstige, lichtdurchflutete Wolke…“, das „aus der Ferne nach mir rufen wird“ dargestellt. Ryujis innerer Monolog erstreckt sich über einen ganzen Absatz und übertrifft die ausgesprochene Antwort zu Fusako sowohl in der Länge als auch im Detail. Vergleicht man den Stil der beiden "Antworten", so ist die zweite, nur gedachte, voller Bilder und bildhafter Sprache. In Ryujis gesprochener Antwort findet sich jedoch nichts davon. Durch diesen Kontrast zeigt Mishima die Komplexität des menschlichen Denkens und wie schwierig es ist, seine Gedankenströme tatsächlich zu kommunizieren.
Dieser Kontrast zeigt sich auch in der zweiten Hälfte des Buches, kurz bevor Ryuji Fusako einen Heiratsantrag macht. Auch hier zeigt Mishima einen Kontrast zwischen dem, was Ryuji sagt, und dem, was er denkt. Ryuji fragt Fusako: „Ist dir kalt?“; diese oberflächlich simple Frage weitet Mishima zu einem weiteren langen inneren Monolog, in dem sich Ryuji unter anderem fragt: „Willst du es wirklich aufgeben? Das Gefühl des Meeres, das dunkle, trunkene Gefühl, das das unirdische Rollen mit sich bringt […] Willst du diese leuchtende Freiheit aufgeben?“ Wieder einmal schafft Mishima einen Kontrast zwischen dem Gesprochenen und dem Gedachten. Die gesprochene Antwort ist kurz, knapp und direkt (und hat eigentlich nichts mit dem zu tun, was Ryuji tatsächlich denkt), während die Gedanken lang, eloquent und bildhaft sind. Mit diesem Kontrast will Mishima einmal mehr zum Ausdruck bringen, dass die Gedanken eines Menschen viel zu komplex sein können, als dass sie durch gesprochene Worte ausgedrückt werden könnten.

### Sprache
Mishima verfolgte bei Der Seemann, der die See verriet das Ziel, die Erzählung in keine spezifizierte Zeit einzuordnen, sondern lediglich „irgendwann in der Nachkriegszeit“; auch deshalb referiert er untypischerweise auf keine kontemporären Ereignisse, popkulturellen Phänomene etc. Dementsprechend bedienen sich die Figuren des Romans auch an keinem epochentypischen Sprachduktus.
Was jedoch erkennbar ist – und damit auch eine Repräsentation des Klassenkonfliktthemas – ist die Disparität der Sprache des „einfachen“ und des „gehobenen Volkes“. Zum einfachen Volk können beispielsweise die Dienstmädchen und Herr Shibuya gezählt werden, während das gehobene Volk vor allem durch Fusako und Yoriko repräsentiert wird.
Am besten jedoch wird die Disparität am Beispiel Ryujis verdeutlicht, der vom einfachen Seemann zum Verlobten einer wohlhabenden, angesehenen Geschäftsfrau wird. Am Anfang der Geschichte ist Noboru vor allem durch die „brutal ehrliche“ Erzählweise des Seemanns fasziniert, durch den seine Leidenschaft für die See deutlich wird. Dies ändert sich jedoch, je mehr Ryuji und Fusako sich näherkommen. Als erstes merkt Noboru dies an Ryujis Geschichten nach seiner Rückkehr im Winter, die plötzlich „oberflächlich“ klingen – der Konflikt zwischen seinen Tätigkeiten als einfacher Seemann und seinem neuen, gehobenen Lebensstil inklusive gehobenerer Sprache wird verdeutlicht. Im Verlauf der Geschichte verwendet Ryuji, wohl auch durch seinen Sprachunterricht, immer gehobenere Wörter. Dies desillusioniert Noboru derart stark, dass er Chef bei einem Treffen sogar von Ryujis neuem Wortschatz erzählt; beispielsweise das Wort „eifrig“.

## Titel
Der deutsche Buchtitel lehnt sich an den englischen Titel The Sailor Who Fell from Grace with the Sea (auf Deutsch in etwa "Der Seemann, der die Gunst der See verlor") an. Der englische Übersetzer John Nathan schrieb über seine Schwierigkeit, einen passenden englischen Titel zu finden, in seinen Memoiren Living Carelessly in Tokyo and Elsewhere:

„Meine Übersetzung sollte zum 01. Januar 1965 fertig sein, aber ich hatte Schwierigkeiten einen guten englischen Titel für das Buch zu finden. Der japanische Originaltitel war ein unübersetzbarer Pivot mit dem Wort "schleppen", im Sinne eines Schleppers. Die wortwörtliche Übersetzung wäre gewesen "Schleppen am Nachmittag". Der Buchtitel ist im japanischen aber mehrdeutig. Das japanische Wort für "Ruhm", geschrieben mit anderen chinesischen Schriftzeichen, ist ein Homonym für "schleppen". Das Wortspiel ist für japanische Muttersprachler leicht zu entdecken.
In der letzten Zeile, als der Seemann den vergifteten Tee trinkt, der ihn empfänglich macht für die Kinder, die ihn "zurückschleppen" wollen zu der Ehre, der er entsagt hat, spricht der Erzähler das doppeldeutige, sarkastische Wortspiel: "Ruhm, wie jeder weiß, ist bitter."
Monatelang hatte ich deshalb den Titel "Drag-Out" (Wortspiel aus "Black-Out", dt. "ohnmächtig werden" und "drag", dt. "schleppen") oder alternativ "Glory Is a Drag." (dt. in etwa "Ruhm ist schleppend"). Ich sendete meine Vorschläge an Harold Strauss, der mir in einem Brief, datiert auf den 02. Dezember 1964, schrieb:
"Ich denke, "Drag-Out" ist auf dem richtigen Weg als Titel, aber nicht ganz da. Er basiert zu sehr auf billigen Witzen. [...] Was hälst du von "Afternoon Drag" als Titel? Obwohl, wenn ich darüber nachdenke, das könnte viele Homosexuelle fehlleiten, das Buch zu kaufen. (Drag ist eine bestimmte, an Travestie angelehnte, Kleidungsweise).
Es gibt keinen Grund, sich an den Originaltitel zu halten, der unübersetzbar ist. Ich hätte noch "Peep-hole" (dt. "Guckloch") als Idee, aber die Implikationen sind nicht so sensationell. Ich denke, egal auf welche Idee wir kommen, wir sollten es mit Mishima abklären."
Ich besuchte Mishima, der von der Aufgabe erregt wirkte. "Lass uns einen langen Titel wählen, wie die von Proust", meinte er. Er beeindruckte mich, als er ein halbes Dutzend an Titel auf Japanisch runterratterte. Ich schrieb sie alle auf, während er sprach. Einer hat sich für mich wie von Selbst übersetzt: Umi no megumi wo ushinawarete shimatta madorosu—The Sailor Who Fell from Grace with the Sea. Ich sendete diesen "abgesegneten" Titel an Strauss und er war erleichtert.“

Der Titel bezieht sich auf das, was mit Ryuji im Laufe der Geschichte geschieht. Ryuji hatte all diese Träume von Ruhm, aber er hat sie aufgegeben. Er gab sich der weltlichen Welt hin und heiratete Fusako, anstatt zu versuchen, sein Leben zu etwas Glorreichem zu machen. Er fällt in Ungnade, weil er seine Träume aufgibt und sich mit einer banalen Existenz zufriedengibt.
Ein vorheriger, verworfener Titel war Die Helden der See. Eine 2024 erschienene Neuübersetzung von Ursula Gräfe trägt den Titel Der Held der See.

## Themen (Auswahl)
Der Seemann, der die See verriet ist bis heute Gegenstand zahlreicher Abhandlungen, Analysen und Kritiken. Die folgende Auflistung ist folglich keinesfalls abschließend, sondern bietet lediglich einen groben Überblick über die verschiedenen, im Roman behandelten Thematiken.

### Ruhm und Ehre

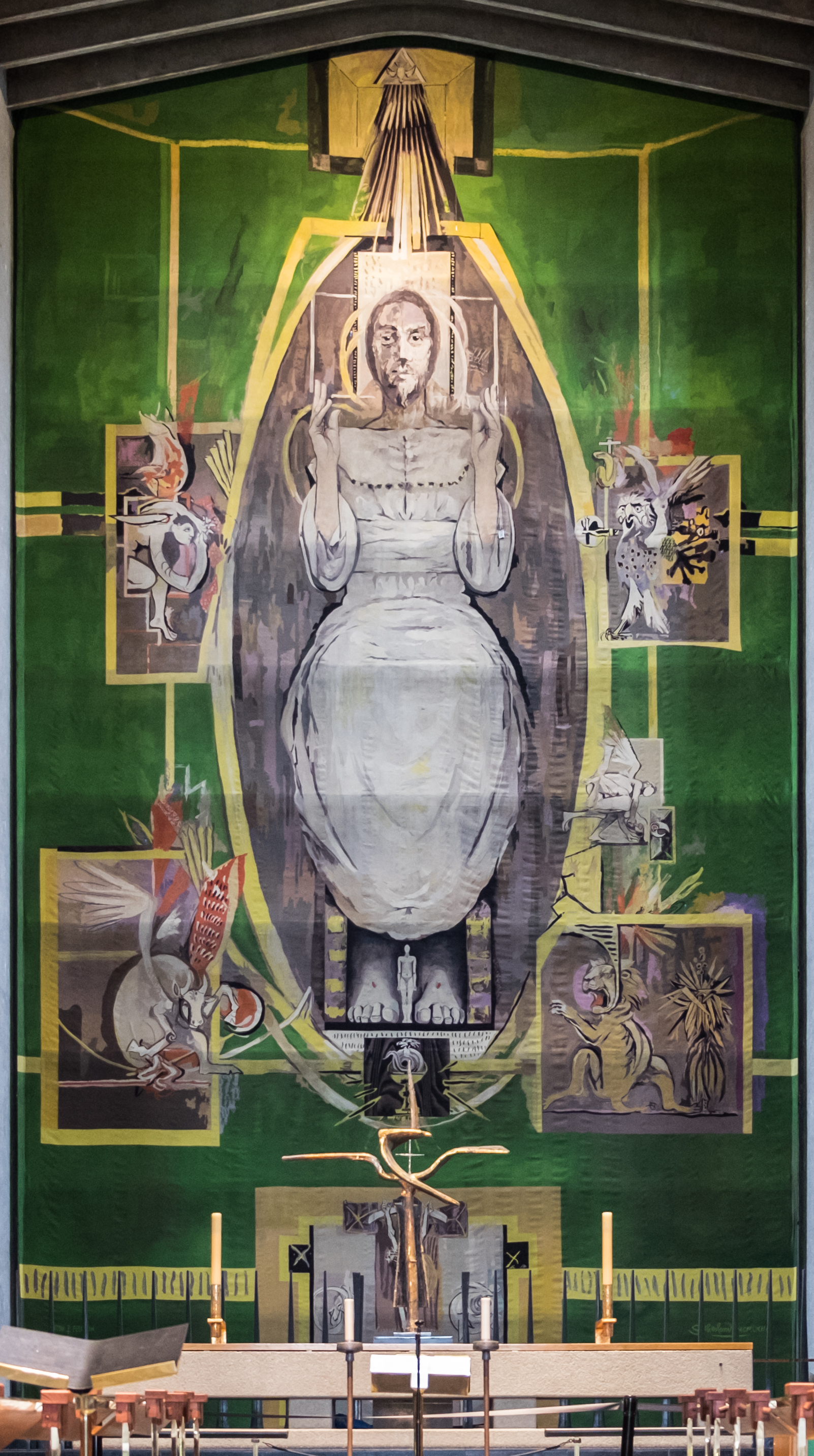
Eine Installation von Graham Sutherland in der Coventry Cathedral, die Christus zeigt, wie er „Ruhm“ – als abstraktes Konzept – erlangt hat.

Ruhm ist zweifellos ein zentrales Thema des Romans – Ryuji wird schließlich ermordet, weil er sein Streben nach Ruhm scheinbar "aufgegeben" hat. Dennoch ist Ruhm in diesem Roman kein einfaches Konzept, das zu begreifen ist. Obwohl er ständig erwähnt wird, wird er nie ausdrücklich definiert oder beschrieben. Selbst Ryuji, der sich zum Ruhm berufen fühlte, hatte „keine Ahnung, welche Art von Ruhm er wollte oder für welche er geeignet war“. Ruhm bleibt ein abstraktes Element, das sich der Interpretation des Lesers anpasst.
Obwohl er nicht klar umrissen ist, zieht sich Ruhm durch den ganzen Roman. Noboru vergöttert Ryuji, weil er nach Ruhm strebt und somit ein würdiger Held ist. Dies wird in den früheren Darstellungen Ryujis deutlich, in denen er stark mit der Farbe Gold konnotiert ist. Mishima schreibt: „Die Reflexion des Mondlichts im Hintergrund zeichnete einen goldenen Grat über seine Schultern und zauberte die Ader, die sich in seinem Hals wölbte, zu Gold. Es war echtes Gold aus Fleisch, Gold aus Mondlicht und gleißendem Schweiß“. In der japanischen Kultur steht Gold für Stärke, Weisheit und Macht. Daher wird Ryuji als stark und heroisch angesehen, als jemand, der Ruhm besitzt. Das Buch stellt auch klar, dass es sich um „echtes Gold“ handelt, und dezimiert dadurch mögliche negative Konnotationen wie Oberflächlichkeit und Protzigkeit. Außerdem macht es damit deutlich, dass Ryuji in der echten Welt existiert, nicht bloß in einem illusorischen Traum.
In Verbindung mit den detaillierten Beschreibungen des muskulösen Körperbau Ryujis stellt Mishima eine hypermaskuline Präsenz dar. Dies spiegelt Mishimas persönliche Ansichten über Ruhm wider und zeigt, wie sehr dieser mit Männlichkeit verbunden ist. Seine Maskulinität wohnt ihm nicht bloß inne, sie ist auch ein Ankerpunkt für Stolz und Ehre – Ryuji reflektiert später im Buch, wie das Leben eines Seemanns ihn dazu getrieben hat, zum „Sinnbild von Männlichkeit“ zu werden, wodurch für ihn der Konflikt entstand, ob er dies einfach aufgeben kann. In seinem persönlichen Leben versuchte Mishima, sein Streben nach Ruhm durch übertriebene Männlichkeit und sein strenges Trainingsprogramm für Bodybuilding zu fördern.
Ryujis Streben nach Ruhm hat einen starken Einfluss auf Noboru. Für den 13-jährigen Jungen ist Ryuji ein Held, ein „leuchtendes Beispiel für die internalisierte Ordnung des Lebens.“ Noboru ist deshalb fest überzeugt, das ruhmhafte Bild von Ryuji zu bewahren. Als er Ryuji und seine Mutter beim Sex beobachtet, murmelt er geistesabwesend: „Wenn mir das jemals zerstört wird, ist das für mich das Ende der Welt. [...] Ich würde vermutlich alles tun, um das zu verhindern, egal wie niederträchtig!“ Dies ist ein Vorgeschmack auf den späteren Mord an Ryuji, den Noboru begeht, um dessen Ruhm zu bewahren. Er ist der Meinung, dass Ryujis Ehre und Ruhm nur bewahrt werden können, wenn er in seinem Streben nach Ruhm stirbt. Dies entspricht dem Bushidō (übersetzt: "Weg (dō) des Kriegers (Bushi)"), einem wichtigen Bestandteil der japanischen Kultur im feudalen Japan. Bushidō besagt, dass ein Samurai idealerweise im Kampf sterben sollte, oder, wenn dies nicht möglich war, im Dienste seines Herrn oder seiner Sache, um seine Ehre zu wahren. Indem Noboru Ryuji tötet, während er sich an seine Abenteuer auf See und sein Streben nach Ruhm erinnert, bietet er Ryuji einen ehrenwerten Tod, denn Ryuji kann als derjenige betrachtet werden, der stirbt, während er seinem Ruhm nachjagt, wenn auch in Gedanken.
Mishima verknüpft Ruhm und Tod stark in seinem Werk. In einem Interview meinte er mal:

„Ich empfinde es also unverschämt zu glauben, dass Menschen nur für sich leben. Ich glaube es nicht. Man mag es Langeweile am Leben nennen ... sie langweilen sich, nur für sich selbst zu leben ... sie denken immer daran, für irgendein Ideal zu leben. Deshalb wächst der Drang in ihnen für Etwas zu sterben. Dieser Drang ist der "Höhere Sinn" von dem Leute in der Vergangenheit immer sprachen. Für einen "höheren Sinn" zu sterben galt damals als die gloriöseste, heroistische und brillianteste Art zu sterben.“

Diese Ideologie personifiziert Mishima in Ryuji. Als Ryuji zum ersten Mal als gottgleiche Person dargestellt wird, lenkt er die Aufmerksamkeit des Lesers immer auf seinen „gefährlichen, leidenschaftlichen Blick“, wodurch wiedermals Ruhm mit Gefahr und – im weiteren Sinne – Tod in Verbindung gebracht wird. Ruhm findet sich im Text außerdem in der Wildheit und Ungewissheit der See und den Todesgefahren, die von dieser ausgehen: „Sie waren wesensgleich: Ruhm und die abgeschottene Welt. Er sehnte sich nach einem Sturm.“
Ruhm wird dauerhaft als etwas durchweg Gefährliches porträtiert. Illustriert wird dies auch dadurch, dass Ryuji sich fühlt, als käme „Ruhm messerscharf auf ihn zu, wie ein Hai aus ferner Distanz“. Die Gewalt, die mit Messern assoziiert wird, sowie die räuberische Natur des Hais zeigen die großen Risiken auf, die mit dem Streben nach Ruhm kommen.
Als sich Ryuji seinem Ideal entsagt und sich für das Land entscheidet, wird er getötet. Kurz vor seinem Tod kommen ihm die Gedanken an den Ruhm wieder, den er versucht hat zu erreichen.

### Ideale
Ideale spielen in dieser Geschichte eine große Rolle. Noboru hat eine Vorstellung davon, wer der Freund seiner Mutter sein soll – ein maskuliner Seemann und Held. Ryuji selbst möchte in gewissem Maße ein solcher Mann sein, erkennt aber auch die Realität eines Lebens auf See an; er weiß, dass er sich langweilen und einsam sein wird. Noborus Mutter hat Angst vor dem Leben einer Seemannsfrau; sie will nicht ständig verlassen werden. Letztlich ist Ryuji in der Lage, den Traum von einem Leben auf See für ein Leben mit ihr aufzugeben, aber Noboru wird das Gefühl des Verrats nicht los, das er von Ryuji bekommt, wenn dieser seinen Idealen nicht gerecht wird.

### Entfremdung
Das Motiv der Entfremdung wird durch Isolation von Noboru und Ryuji aufgezeigt. Noboru wird als isolierter Junge porträtiert, da er sich nicht mit seinen Mitmenschen identifizieren kann. Dies wird kombiniert mit dem Motiv der „Verwestlichung“. Noboru wirkt traditionell, während seine Mutter westlich ist, wie die Beschreibung ihrer beiden Schlafzimmer aufzeigt: In Fusakos Raum verweist Mishima jedes Mal, aus welchem Land welcher Gegenstand importiert wurde. Für Fusako macht die Herkunft ihrer Sachen keinen Unterschied, aus Noborus Sicht jedoch schon, da er selbst ein traditionelles Weltbild pflegt und deshalb die „Fremdheit“ der Gegenstände erkennt. Dadurch wird etabliert, dass Noboru durch die Verwestlichung Stück für Stück entfremdet wird, selbst von der ihm nächsten Person – seiner Mutter. Mishima umschreibt dieses Phänomen im Buch mit: „Als Noboru das Zimmer seiner Mutter inspizierte, konnte er es nicht glauben; es wirkte, als gehörte der Raum einem völlig Fremden.“ Durch den Satz wird impliziert, dass Noboru nicht bloß distanziert zu seiner Mutter ist, sondern auch entfremdet – denn seine Mutter wirkt für ihn wie eine Fremde.
Das Motiv der Entfremdung kann aber auch in Ryuji wiedergefunden werden, durch seine Gleichgültigkeit gegenüber der Gesellschaft. Mishima beschreibt: „Er war teilnahmslos zum Reiz exotischer Länder. Ihn plagte dasselbe Dilemma, das jeden Seemann plagt: Sein Platz war weder an Land noch auf der See.“ Der letzte Satz „weder an Land noch auf der See“ impliziert, dass es nur die beiden Möglichkeiten gibt – Land und See. Dadurch, dass Ryuji zu keinem von beiden gehört, wird wiedermals das Motiv der Entfremdung aufgegriffen; denn der Leser ist gefragt, wozu Ryuji denn sonst gehören soll.
Zusammengefasst fühlen sich sowohl Ryuji als auch Noboru abgelöst von der Gesellschaft, aber in verschiedenen Graden und aus verschiedenen Gründen versuchen sie sich aus ihrer Isolation zu befreien. Ryuji findet seinen Ausweg in Fusako, indem er ein herkömmlicheres Leben als Liebhaber und Vater antritt. Noboru hingegen lebt seine Einsamkeit in Hass und einem Streben nach Stärke aus, indem er Ryuji umbringt.
Die Vorherrschaft von Entfremdung und Einsamkeit als Motiv ist eng verwoben mit Mishimas Hintergrund. Ähnlich wie Noboru und der Chef sehnte er sich danach, dass Japan seine alte Macht und seinen Ruhm wiedererlangt. Mishimas Ablehnung von Japans Verwestlichung wird außerdem in Chefs Ablehnung vom Erwachsensein widergespiegelt.

### Geschlechterrollen
Die weiblichen Rollen im Roman wirken spärlich – die weibliche Hauptfigur ist Fusako, als Liebe für Ryuji und Mutter für Noboru. In einigen Hinsichten ist sie eine der wichtigsten Personen des Buches, da ihre Beziehung zu Ryuji dessen Zerfall bedeutet. Die Balance ihrer Beziehung wirkt harmonisch und ausgeglichen und Fusako wird als perfekte Partnerin charakterisiert. Zugleich ist sie eine starke, unabhängige Frau, die mehr Erfolg aufweisen kann als beispielsweise Ryuji. Außerdem wirkt sie rational und diplomatisch, zum Beispiel im Umgang mit ihren Kunden.
Die männlichen Charakter im Gegenzug dominieren das Buch, sind dafür aber abhängig oder vernarrt in irgendeine Idee – Ryuji ist vernarrt und abhängig von seinem Streben nach Ruhm, Noboru darin, sich dem Idealen seiner Gang anzupassen, und Chef in seine Obsession, die Erwachsenenwelt samt ihren Werten abzulehnen. Alle männlichen Figuren streben nach irgendetwas Höherem, während Fusako lediglich in den Tag hineinlebt.

### Entmenschlichung

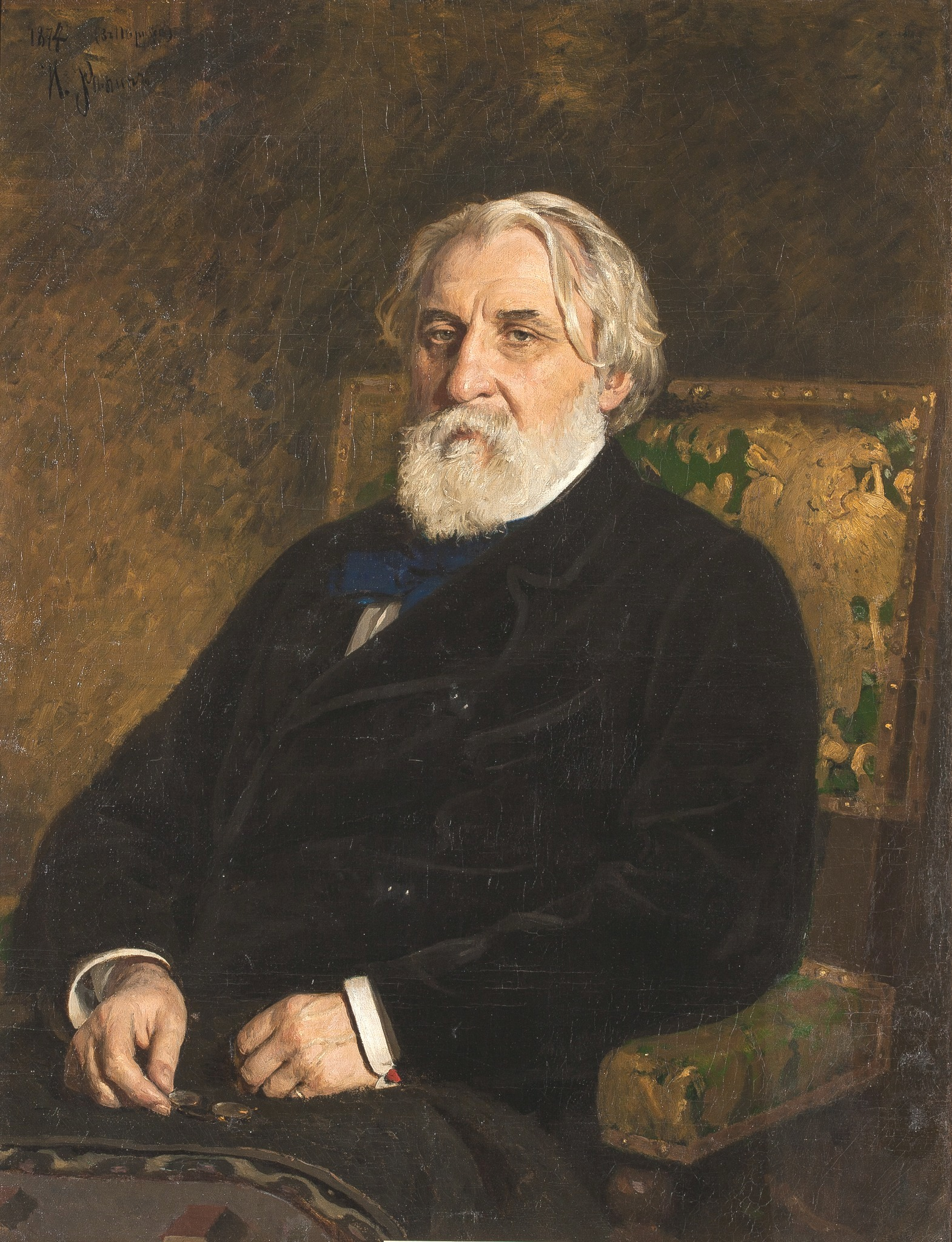
Die Bande glaubt an einen „absoluten Nihilismus“ im Sinne eines Iwan Turgenews.

In dem Buch nutzt Mishima die Gang, um den Prozess und die Wirkung von Entmenschlichung auf die Gesellschaft aufzuzeigen. Alle sechs Mitglieder der Bande sind von der Gesellschaft, in der sie leben, entfremdet. Sie glauben, dass Emotionen sie daran hindern, authentisch in einer eigentlich korrupten und manipulierenden Gesellschaft zu leben. Der Chef fordert die anderen Mitglieder deshalb auf, dauerhaft durch sämtliche Formen von Überstimulationen – beispielsweise exzessiven Pornokonsum, das Spähen durch das Guckloch oder das Sezieren lebender Katzen – ihre Gefühle abzutöten. Er glaubt daran, dass das Unterdrücken von Anspannung und Ekel in solchen Situationen zu Gleichgültigkeit führt und der Gang dadurch ermöglicht ein „echtes“ Leben, frei von Beschränkungen und der Kontrolle durch Eltern oder die Gesellschaft, zu führen. Noboru hat „nie geweint, nicht einmal in seinen Träumen, denn Hartherzigkeit war ein Zeichen von Stolz“.
Gleichzeitig betont Chef, dass es Taten wie das Töten sind, die die „gröbsten Lücken in der Welt füllen“ und es ihnen ermöglichen würden, „wirkliche Macht über die Existenz zu erlangen“. Sie sind der Meinung, dass „unvergleichliche Unmenschlichkeit Teil des Stolzes für jeden von ihnen war“. Das Fehlen von Emotionen wird also mit Macht gleichgesetzt, während Emotionen zu zeigen bedeutet, verletzlich zu sein.
Die Entmenschlichung der Bande erfolgt auch dadurch, dass der Chef den Mitgliedern Zahlen anstelle ihrer Namen zuweist; dadurch sollen sie sich ihrer Identität, die ihre Eltern ihnen gegeben haben, entledigen. Selbst der Protagonist, Noboru, ist in der Gang lediglich die Nummer 3.
Trotz Noborus Bemühungen, völlige Gleichgültigkeit und Losgelöstheit zu erreichen, denkt er unterschwellig nach wie vor, dass er eventuell Sinn in der See finden könnte. Sein Streben nach Sinn wird deutlich, durch seine Liebe für Schiffe und seinen anfänglichen Respekt hinsichtlich Ryuji – der Seemann, dessen Hingabe zur See am Anfang des Romans verdeutlicht wird, als sich dieser im Klingen des Horns von seiner Liebe ab- und zur See hinwendet.
Obwohl es im Roman nicht explizit erwähnt wird, wird auch angedeutet, dass Noboru so fühlt, um mit dem Verlust seines Vaters fertig zu werden. Möglicherweise möchte er sich von Gefühlen der Traurigkeit lösen, indem er „absolute Leidenschaftslosigkeit“ praktiziert.
Noborus Entfremdung und Enttäuschung hinsichtlich Ryujis und seiner Mutter ist kongruent mit Mishimas eigenen Gedanken bezüglich Entmenschlichung und Marginalisierung aufgrund seiner vermeintlichen Homosexualität in einer ihm fremden materialistischen Nachkriegsgesellschaft in Japan.

### Bestrafung
Noboru benutzt sein Guckloch in den Nächten, in denen seine Mutter ihn bestraft. Die Jungen in Noborus Gruppe beschließen, dass sie Ryuji dafür bestrafen müssen, dass er sich entschlossen hat, Noborus Mutter zu heiraten und sein Vater zu werden. Dies geschieht, nachdem Ryuji beschlossen hat, dass er und seine Verlobte Noboru nicht für das Guckloch bestrafen müssen; Noboru respektiert ihn weniger für seine Nachsicht. Die Jungen ermorden schließlich Ryuji für diese angeblichen Verbrechen.

### Schwierigkeit der Kommunikation
Der Seemann, der die See verriet stellt die Idee dar, dass die menschliche Kommunikation ein Trugschluss ist – dass die Motive und Gedanken eines anderen niemals wirklich verstanden werden können, wenn sich lediglich auf das gesprochene Wort und seine Taten verlassen wird. Mishima stellt dies anhand der Figur Ryuji dar und kontrastiert eine fade, gesprochene Antwort auf eine Frage, die in einer Erzählung in der dritten Person gegeben wird, mit einer ausdrucksstarken, gefühlsbetonten, rein gedanklichen Antwort, die in einer Erzählung in der ersten Person gezeigt wird. Für mehr Details s. Abschnitt Erzählperspektive im selben Artikel.

### Familie
Die Familie ist ein weiteres wichtiges Thema. Noborus Vater ist tot und er hasst die Vorstellung, dass Ryuji eine solche Rolle übernimmt. Seine Mutter ist nicht in der Lage, ihn zu kontrollieren, und er belügt und betrügt sie ständig. Als sie beschließen, eine neue Familie zu gründen, nimmt Noboru ihnen diese Möglichkeit, indem er den Mord an Ryuji plant und sich auch daran beteiligt.

### Verwestlichung & Nachkriegsjapan

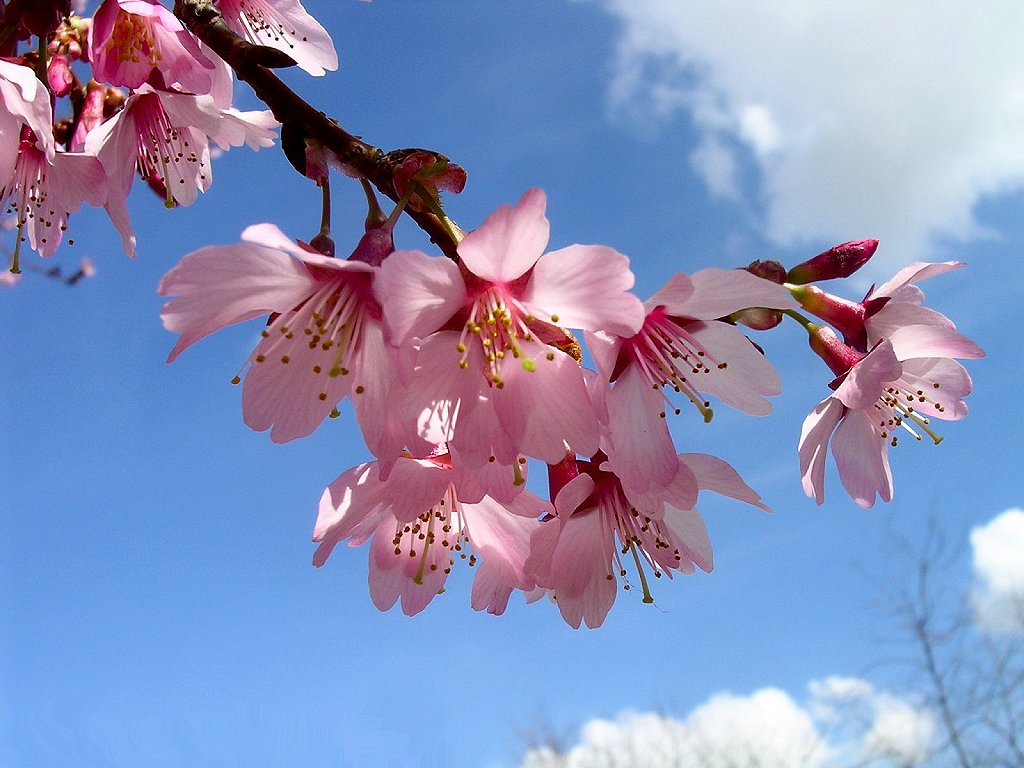
Die japanische Kirschblüte (Sakura) wird in der Kunst allgemein zur Symbolisierung des Yamato-damashii verwendet.

Der gesamte Roman kann als Allegorie auf Japans Lage nach seiner Niederlage im Zweiten Weltkrieg verstanden werden. Alle Charaktere repräsentieren dabei einen gewissen Teil.
Bereits der Bucheinband der japanischen und englischen Erstausgabe unterstreicht diese Idee: Es zeigt Katsushika Hokusais berühmtes Gemälde Die große Welle vor Kanagawa. Oberflächlich betrachtet verbildlicht Mishima dadurch nur die titelgebende See; es ist aber anzumerken, dass die Große Welle ein beliebtes Symbol der japanischen Kultur ist.
Fusako repräsentiert das Japan der Nachkriegszeit mit seiner zunehmenden Besessenheit für westliche Waren und seiner wachsenden wirtschaftlichen Macht. Durch sie sieht der Leser ein Japan, das seine Wurzeln vergessen hat und nunmehr Zeichen von Reichtum und Schönheit anbetet, ohne ihre Bedeutung zu verstehen. Ihren schwarzen Kimono zieht sie nur dafür an, um ihn im Schlafzimmer dem Seemann zu zeigen – das einst heilige Symbol japanischer Traditionen wird damit zu einer reinen Attraktion geschmälert und folglich verhöhnt – Fusako repräsentiert die Ausschweifungen des Nachkriegsjapans. Auch ihre Darstellung als intelligente, gebildete Geschäftsfrau ohne jede Form von Selbstbewusstsein, entspricht diesem Bild. Es ist kein Zufall, dass es „kein einziges japanisches Zimmer in Fusakos Haus gab; ihre Lebensweise war durch und durch westlich“.
Ryuji ist das Japan unmittelbar nach der Niederlage, das nicht weiß, wie es sein oder was es tun soll. Er repräsentiert ein Japan, das auf dem Meer schwimmt, entwurzelt ist und weder zu seiner Vergangenheit noch zu der des Westens gehört. Er steht für den Übergang zwischen dem traditionellen und dem modernen Japan. Der Seemann versucht, nach den alten stoischen Werten zu leben. Er verfällt durch Fusako aber letztlich der Liebe zu Bequemlichkeit und leichter Befriedigung, „zu Tode erschöpft vom Elend und der Langeweile im Leben eines Seemanns. Es gab keinen Ruhm zu finden, nirgendwo auf der Welt“. Postwendend kleidet er sich in englischen Tweed-Anzügen, besucht Englischunterricht und lässt sich über den Handel unterrichten. Er weiß, dass er seine alten Werte aus den Augen verliert, nimmt aber trotzdem bereitwillig an, was das Leben ihm zu bieten hat. Ryuji ist es also, der alles aufgibt, seine Freiheit, seine „japanische Identität“ (Yamato-damashii) und schließlich sein Leben verliert. Erst am Ende merkt er seinen Verlust: „Ich hätte ein Mann sein können, der für immer davonsegelt. Er hatte von allem die Nase voll, war übersättigt, und doch erwachte er jetzt langsam wieder zu der Unermesslichkeit dessen, was er aufgegeben hatte“.
Während die meisten Männer sich für den Beruf des Seemanns entscheiden, weil sie das Meer lieben, hatte sich Ryuji von seiner Abneigung gegen das Land leiten lassen: „Ihn plagte dasselbe Dilemma, das jeden Seemann plagt: Sein Platz war weder an Land noch auf der See.“ Er glaubt, „es muss eine besondere Bestimmung für mich geben, eine glitzernde, besondere Art von Ordnung, die einem gewöhnlichen Menschen nicht vergönnt ist“.
Hinsichtlich der Repräsentation Noborus und seiner Bande spalten sich unter Literaten und Analysten die Meinungen stark. Eine weit verbreitete Meinung sieht in Noboru und seinen Freunden die Zukunft Japans, in einer Kultur, in der die alten Werte zerstört sind.
Herrschende Ansicht hingegen ist, dass Mishima Noboru und seine Bande als das alte Vor- und Währendkriegs-Japan und insbesondere den Samurai-Ehrenkodex (Bushidō) darstellt, bei dem totale Kontrolle über Geist und Körper erlangt werden muss. Die Philosophie der Bande – die Abkopplung von allem Subjektiven und Anstreben einer reinen Objektivität – hilft ihnen, diese totale Kontrolle anzustreben; verbildlicht vor allem in der Brutalität und Unverblümtheit der Gruppe. Noboru hat und will keine Vaterfigur, und die ideale japanische Figur, an die er sich so verzweifelt – primär in Form Ryujis – klammert, scheint in dem verwestlichten, pazifistischen Japan keinen Platz zu haben. Am Ende erkennt er, dass Ryuji letztendlich dem Charme von Fusako erliegen muss und dass Diskussionen und Kompromisse keine Lösung sind. Wenn Ryuji getötet wird und sie bestehen bleiben, ist Japan zurückgewonnen. Am deutlichsten wird diese Sichtweise, als Fusako Ryuji bittet, Noboru zu bestrafen, dieser aber Mitgefühl zeigt. Der Junge fragt sich selbst: „Wie kann ein solcher Mann so etwas sagen? Das hier war also der großartige Held, der einst so hell erstrahlte?“ Das alte Japan, so scheint es, liegt im Sterben, sein Glanz verblasst in schmutziger Domestizierung und geringem wirtschaftlichen Erfolg.
Mishima selbst war Nationalist und lehnte den starken Einfluss des Westens auf das Nachkriegsjapan entschieden ab. Dies ist vergleichbar mit Ryujis Zerfall, indem er Fusako heiraten möchte. Da Ryuji das alte und Fusoka das neue, verwestlichte Japan darstellt, repräsentiert ihre Hochzeit die Kapitulation Japans bezüglich seiner Verwestlichung. Noborus Tötung von Ryuji kann als Mishimas eigener Wunsch verstanden werden, eine solche Kapitulation mit allen Mitteln aufzuhalten – etwas, was er selbst einige Jahre später mit seinem Putschversuch versuchte; ein Versuch die Nachkriegsbevölkerung Japans wieder zu ihren alten Traditionen zu führen.
Am Ende des Buches macht Mishima dies nochmals deutlich. Ryuji bereut seine Entscheidung, die See und einen „majestätischen, gefeierten, heroischen Tod“ aufgegeben zu haben. Stattdessen sei er nun „zurückgelassen“, verdammt zu einem „starren Leben“.

### Existenzialismus versus Nihilismus
Durch die Figuren Ryuji und Noboru etabliert Mishima den Konflikt zwischen dem Existentialismus als Philosophie, nach der der Einzelne durch seine Existenz Werte und Sinn erschaffen kann und dem Nihilismus, nach dem dies nicht möglich ist. Es ist überliefert, dass Mishima großer Fan existenzialistischer Autoren wie Friedrich Nietzsche, Søren Kierkegaard, Blaise Pascal und Fjodor Dostojewski war und wenngleich er Jean-Paul Sartre ablehnte, war er doch mit seinen Werken vertraut. Seine eigene Philosophie wurde nach Erscheinen seiner Tetralogie Das Meer der Fruchtbarkeit „kosmischer Nihilismus“ getauft.
Mishima selbst folgte strikt dem Samurai-Ehrenkodex Bushidō, dessen zentrale Lehren sich mit vielen Ansichten des typisch europäischen Existenzialismus gleichen:
1. Authentizitierung – der Grad, zu dem die Taten einer Person kongruent mit seinem Wertesystem sind, trotz äußeren Drucks sozialer Konformität
2. Sinnlosigkeit des Lebens
3. Mangel progressiver und retrospektiver Ideen

Dies wird an mehreren Stellen im Text deutlich:

„Wäre ich eine Amöbe, dachte er, mit einem winzigen Körper, könnte ich die Hässlichkeit besiegen. Ein Mensch ist weder klein noch groß genug, um etwas zu besiegen.“

Bei „Wäre ich eine Amöbe […] mit einem winzigen Körper“ wird Ryujis Wunsch nach Authentifikation deutlich. Durch „Ein Mensch ist weder klein noch groß genug, um etwas zu besiegen.“ wird seine Ansicht der Sinnlosigkeit des Lebens deutlich; es handelt sich um einen verzweifelten Aufschrei, es gibt keinen Sinn.

„Aber mit den Jahren wurde er (Ryuji) gleichgültig gegenüber den Verlockungen exotischer Länder. Er befand sich in dem seltsamen Dilemma, das alle Seeleute teilen: Im Grunde gehörte er weder dem Land noch dem Meer.“

Durch das Wort „gleichgültig“ wird Ryujis Apathie deutlich. Der Satz: „Im Grunde gehörte er weder dem Land noch dem Meer.“ spiegelt seinen Versuch wider, das Selbst von der Gesellschaft zu lösen.

„Aber das Leben an Bord eines Schiffes lehrte ihn die Regelmäßigkeit der Naturgesetze und die dynamische Stabilität der schwankenden Welt.“

Auch durch Ausdrücke wie „schwankende Welt“ wird der Ablösungsversuch deutlich.

„Chef: „Und das ist dein Held?“, Chefs dünne rote Oberlippe kräuselte sich beim Sprechen: „Ist dir nicht klar, dass es so etwas wie einen Helden auf der Welt nicht gibt?“

Noboru: „Aber er ist anders. Er wird wirklich etwas ... Großartiges tun.““

Chefs Frage, ob Ryuji Noborus Held sei und seine Anmerkung, dass es keine Helden gibt, spielen dessen Bewunderung runter. Im Rahmen der Authentifikation versucht dieser jedoch Legitimierungen zu finden.

„Es gibt keine Angst im Dasein selbst, keine Ungewissheit, aber das Leben schafft sie. Und die Gesellschaft ist im Grunde bedeutungslos, ein römisches Mischbad. Und die Schule, die Schule ist nur die Gesellschaft im Kleinen: Deshalb werden wir ständig herumkommandiert. Ein Haufen Blinder sagt uns, was wir zu tun haben, zerreißt unsere unbegrenzten Fähigkeiten in Fetzen.“

Mit Worten wie „bedeutungslos“, „herumkommandiert“ und „zerreißt“ werden die Charakteristika einer Gesellschaft und ihrer Ordnung heruntergespielt. Durch „Es gibt keine Angst im Dasein selbst, keine Ungewissheit, aber das Leben schafft sie“ erfolgt die Authentifikation und zugleich die Selbstrechtfertigung ihrer Gedanken und Taten.

„"…Mord würde diese klaffenden Höhlen füllen, so wie ein Riss auf der Oberfläche einen Spiegel ausfüllt. Dann würden sie echte Macht über die Existenz erlangen."“

In Ausdrücken wie „klaffende Höhlen füllen“ wird die des Existenzialismus und Nihilismus inherente Leere deutlich. Durch „echte Macht über die Existenz erlangen“ folgt wieder die Selbstrechtfertigung.
Weitere Rechtfertigungen für das eigene Handeln in einer sinnlosen Welt – die Kernthematik des Existenzialismus – finden sich in etlichen Beispielen. Sei es Ryuji, der seine „moralische Verpflichtung als Vater“ daraus zieht, was ihm Erziehungsmagazine diktieren (S. 171), sei es die Bande, die aus „Genies“ in einer „leeren Welt“ besteht (S. 161), oder Yoriko, die sich einredet, ihr ausschweifender Lebensstil sei legitim, da ihre Fans sie ohnehin vergessen werden (S. 121).
Mishimas eigene Philosophie, der „kosmische Nihilismus“ als Mittelweg zwischen Existenzialismus und Nihilismus wurde damit eigentlich schon einige Jahre vor seiner Tetralogie ersichtlich, der diese Ansichten zugeschrieben werden. Im Groben lässt sich Folgendes feststellen:
| Mishimas Argumente Pro-Existenzialismus                                                     | Mishimas Argumente Contra-Existenzialismus                                      |
| ------------------------------------------------------------------------------------------- | ------------------------------------------------------------------------------- |
| Existenzialistische Figuren werden als „weiser“ und „erfahrener“ dargestellt.               | Existenzialistische Figuren leiden unter Verzweiflung und Angst.                |
| Viele Ansichten der existenzialistischen Bewegung ähneln traditionellen japanischen Werten. | Verzweifelte Situationen scheinen zu „irrationalen Entscheidungen“ zu führen.   |
| Werte werden als etwas Subjektives dargestellt.                                             | Die Figuren haben Schwierigkeiten, sich den Normen der Gesellschaft anzupassen. |

## Symbole, Allegorien, Motive und Vergleiche

### Vaterfiguren
Vaterfiguren werden von Noboru und seiner Bande den ganzen Roman hindurch als bösartige Wesen gepriesen. Sie glauben, dass Väter darauf abzielen, sie an die gesellschaftlichen Werte anzupassen und zu formen. Der Chef betont: „Sie sind misstrauisch gegenüber allem Kreativen und darauf bedacht, die Welt auf etwas zu reduzieren, das sie handhaben können. Ein Vater ist eine Maschine zur Verschleierung der Realität, die den Kindern Lügen auftischt, und das ist noch nicht einmal das Schlimmste - insgeheim glaubt er, dass er die Realität repräsentiert“.
Noboru und seine Bande glauben, dass Vaterfiguren ihre Freiheit und ihre Fähigkeiten unterdrücken. Der Chef zitiert: „Es gibt nichts, was sie nicht tun würden, um unsere Freiheit und unsere Fähigkeiten zu beschmutzen. Nichts, was sie nicht tun würden, um die dreckigen Städte zu schützen, die sie für sich selbst gebaut haben“. Dies wird noch deutlicher, wenn die Jungen ihre Väter beschreiben – der Vater von Nummer zwei schlägt ihn; der Vater von Nummer vier ist ein Trinker, tyrannisiert seine Mutter und hat drei Geliebte. Noboru unterstützt diese Weltsicht weiter, indem er stolz darauf zu sein scheint, dass sein Vater verstorben ist, als er acht Jahre alt war.
Dies erklärt auch Noborus Abneigung, Ryuji als seine Vaterfigur zu akzeptieren. Da Vaterfiguren „böse“ sind, rechtfertigt dies die Entscheidung der Jungen, ihn zu töten und seinen Abstieg „vom Helden zum Bösewicht“ zu verhindern. Es wurde auch interpretiert, dass Noborus Abneigung gegen Vaterfiguren als sein Abwehrmechanismus dient, um mit seinem Verlust fertig zu werden.
Die Darstellung des Vaters, als dominanteste Form männlicher Autorität, thematisierte Mishima im Folgejahr auch in seinem Roman Seide und Erkenntnis.

### Ehe
Die Ehe ist in dem Roman ein Symbol für Schwäche und Konformität. Obwohl sich Ryujis Ansichten über die Ehe mit der Zeit ändern, ist er zu Beginn des Romans der Meinung, dass andere Offiziere, die verheiratet sind und Kinder haben, „ihre Chance vertan haben“ und dass „es für sie keine Hoffnung mehr gibt“. Der Gedanke an Heirat, Kinder und Sesshaftigkeit wird zu einem Hindernis für das Streben nach Ruhm. Heiraten bedeutet, den Ruhm aufzugeben; um Ruhm zu erlangen, muss man auf ein Leben in der Ehe verzichten.
Obwohl sich Ryujis Sichtweise auf die Ehe ändert und er schließlich Fusako heiratet, ändert sich die von Noboru nicht. Er betrachtet Ryujis Heiratsantrag als einen Akt der Schwäche, da er sich der Gesellschaft anpasst und sein Streben nach Ruhm aufgibt. Heiraten bedeutet, den gesellschaftlichen Normen zu folgen, doch die Bande ist der Meinung, dass die Gesellschaft eine „Fiktion“ ist und daher nicht würdig genug, sich ihr anzupassen.

### Sinnliche Schultern
Mishima verwendet im ganzen Buch Metaphern, um die körperliche Beschreibung seiner beiden Liebhaber zu verstärken – so zum Beispiel die Beschreibung der Schultern der Frau, wenn der Mann sie ansieht. Die Verbindung zur See erfolgt durch die Gleichsetzung der Schultern mit der Küste:

„Wie die Küste begannen sie, ohne wirklichen Anfang, vom Kap ihres Halses aus sanft abzufallen.“

### Das Guckloch
Im Mittelpunkt der Erzählung steht die Entdeckung eines versteckten Gucklochs, durch das ein Junge heimlich in das Schlafzimmer seiner Mutter spähen kann. Und was er dort sieht, wird dem Leser oft durch die Linse der metaphorischen Bildsprache vermittelt:

„Auf das scharfe Zischen der Schärpe, das wie die Warnung einer Schlange klang, folgte ein leiseres Zischen, als der Kimono zu Boden glitt. Plötzlich war die Luft um das Guckloch herum schwer vom Duft der Arpège.“

### Der Seemann und die See
Die Romantik und die mythische Qualität des Seemannsdaseins sind ein wichtiger thematischer Aspekt des Romans, der den Sohn der Frau und ihren Liebhaber verbindet. Sogar die Beschreibung des Lebens auf dem Meer ist von der allgegenwärtigen Erotik geprägt:

„Für einen Mann, der zeitlebens in einem Stahlschiff eingesperrt ist, ist das Meer zu sehr wie eine Frau. Dinge wie ihre Flauten und Stürme, ihre Launenhaftigkeit oder die Schönheit ihrer Brust, in der sich die untergehende Sonne spiegelt, sind ganz offensichtlich. Mehr noch, man befindet sich in einem Schiff, das das Meer besteigt und auf ihm reitet und dem es doch ständig verwehrt bleibt.“

### Das Geständnis
Auch der Junge am Guckloch ist von der Anziehungskraft des Liebhabers ihrer Mutter beeindruckt, zumal er von der Flucht ans Meer träumt. Als Teil eines seltsamen Freundeskreises versucht er, ihre Aufmerksamkeit mit einem Geständnis auf sich zu lenken – und es gelingt ihm:

„Dieser Seemann ist großartig! Er sieht aus wie ein fantastisches Biest, das gerade triefend nass aus dem Meer gekommen ist. Gestern Abend habe ich gesehen, wie er mit meiner Mutter ins Bett gegangen ist.“

### Genie
Die seltsame Gruppe von Freunden hat sich selbst – oder wurde zumindest von ihrem Anführer davon überzeugt –, dass sie etwas Besonderes sind und daher bestimmte Privilegien genießen. Die Einstellung zu anderen, vor allem zu den Institutionen der Nation, ist schockierend banal für die so genannten Genies, die in Wirklichkeit diejenigen sind, die anderen erlauben, zu tun, was sie wollen:

„Lehrer, Schulen, Väter, die Gesellschaft - wir lassen all diese Müllberge zu.“

### Symbolik von Noborus Voyeurismus
Yukio Mishima führt aus:

„Kurz nachdem er diese erste Entdeckung gemacht hatte, begann Noboru, seine Mutter nachts auszuspionieren, vor allem dann, wenn sie gemeckert oder mit ihm geschimpft hatte. […] Er entdeckte, dass es ihre Angewohnheit war, auch wenn die Nächte noch nicht unangenehm heiß waren, sich vor dem Zubettgehen ein paar Minuten lang völlig nackt hinzusetzen. Es war ihm unangenehm, wenn sie sich dem Wandspiegel näherte, denn dieser hing in einer Ecke des Zimmers, die er nicht sehen konnte. Sie war erst dreiunddreißig und ihr schlanker Körper, vom wöchentlichen Tennisspielen geformt, war wunderschön. Normalerweise ging sie sofort ins Bett, nachdem sie sich mit parfümiertem Wasser eingerieben hatte, doch manchmal saß sie am Schminktisch und betrachtete minutenlang ihr Profil im Spiegel, die Augen hohl, als hätte sie das Fieber gepackt, die duftenden Finger zwischen ihren Schenkeln.“

Noborus Routine lässt darauf schließen, dass er kein naives Kind mehr ist, seit er die Physiologie der nackten Frau begreift. Der Entschluss, seine Mutter an den Tagen, an denen sie ihn züchtigt, auszuspionieren, macht ihn zu einem rachsüchtigen Jungen, der glaubt, dass der Anblick der Nacktheit seiner Mutter eine Strafe für sie ist. Der Anblick der Gestalt seiner Mutter zeugt von einer erstaunlichen Selbstliebe, wenn man bedenkt, dass sie sich vor dem Schlafengehen ständig um ihren Körper kümmert. Dass sie Witwe ist, hält sie nicht davon ab, ihren Körper zu pflegen, um ihn noch schöner zu machen.

### Symbolik der sexuellen Intimität
Mishima erklärt:

„Es war, als wäre er Teil eines Wunders; in diesem Augenblick wurde alles, was seit dem ersten Tag seines Lebens in Noborus Brust versteckt war, freigegeben und vollendet... Der Mond und ein fiebriger Wind, das erregte, nackte Fleisch eines Mannes und einer Frau, Schweiß, Parfüm, die Narben eines Lebens auf See, die trübe Erinnerung an Häfen auf der ganzen Welt, das verkrampfte, atemlose Guckloch, das eiserne Herz eines kleinen Jungen – aber diese Karten aus einem Zigeunerspiel waren verstreut und prophezeiten nichts. Die endlich erreichte universelle Ordnung, dank des plötzlichen, schrillen Horns, hatte einen unausweichlichen Lebenskreis offenbart - die Karten hatten sich gepaart: Noboru und Mutter - Mutter und Mann - Mann und Meer - Meer und Noboru…“

Noboru erlebt eine sexuelle Epiphanie, als er die Liebesszene vor dem Hintergrund des Ambientes (Mond und Wind) wahrnimmt. Der Sex ist für Noboru ein Wunder, denn er hat noch nie eine Liebesszene gesehen. Er mindert Noborus Unschuld noch weiter, indem er seine sexuellen Gefühle für seine Mutter weckt; seine emblematische Paarung mit seiner Mutter steht stellvertretend für seine ödipale Bindung an seine Mutter, die durch die Beobachtung ihres Sexualakts noch verstärkt wird. Die Ordnung, die sich in der Sexszene einstellt, verdeutlicht die Harmonie, nach der sich Noboru sehnt.

## Ironie

Ein Merkmal des Romans ist Mishimas Gebrauch des Stilmittels der Ironie.

Mishima bedient sich im Verlaufe der Erzählung des Stilmittels der Ironie, um die Absurditäten und auch Schwerpunkte der Geschichte zu verdeutlichen. Besonders prägnant ist es in drei bestimmten Fällen:
1. Noborus Ansicht vom Tod als etwas „glückliches“.
2. Ryujis Streben nach Etwas, der er verachtet: nach der See

### Die Ironie des Todes als „glücklicher Zwischenfall“
Yuko Mishima erläutert: „Mit dreizehn Jahren war Noboru von seinem eigenen Genie überzeugt (jeder der anderen in der Bande empfand das Gleiche) und war sich sicher, dass das Leben aus ein paar einfachen Signalen und Entscheidungen bestand; dass der Tod im Moment der Geburt Wurzeln schlug und dass der Mensch danach nur noch dazu in der Lage war, sie zu gießen und zu pflegen; dass die Fortpflanzung eine Fiktion war; folglich war auch die Gesellschaft eine Fiktion; dass Väter und Lehrer, weil sie Väter und Lehrer waren, sich einer schweren Sünde schuldig machten. Deshalb war der Tod seines eigenen Vaters, als er acht Jahre alt war, ein glückliches Ereignis gewesen, etwas, worauf er stolz sein konnte.“
Normalerweise wäre Noboru durch den Tod seines Vaters am Boden zerstört worden. Sein Stolz über den Tod des Vaters ist eine ironische Sentimentalität, die auf seine Illusionen, ein Genie zu sein, zurückzuführen ist. Noborus Weltanschauung beruht auf unzutreffenden Vorstellungen, die ihn dazu bringen, den Tod als eine Realität zu akzeptieren, die nicht betrauert werden sollte.

### Streben nach Etwas, das man verachtet
„Aber mit den Jahren wurde er (Ryuji) gleichgültig gegenüber den Verlockungen exotischer Länder. Er befand sich in dem seltsamen Dilemma, das alle Seeleute teilen: Im Grunde gehörte er weder dem Land noch dem Meer. Möglicherweise sollte der Mensch, der das Land hasst, es nie verlassen. Die Entfremdung und die langen Seereisen werden ihn dazu zwingen, wieder einmal vom Leben an Land zu träumen, ihn mit der Absurdität der Sehnsucht nach etwas zu quälen, das er verabscheut.“
Erstens geht Ryuji zur See, um das Land, das er verabscheut, zu meiden; es wäre also ironisch, wenn er sich nach Land sehtne. Ryuji wäre vom Segeln begeistert gewesen, weil es ihm erlaubt, nicht an Land zu sein. Die Ironie von Ryujis Sehnsucht unterstreicht, dass Segeln für ihn keine wirksame Vermeidungsstrategie ist, um seine Antipathie gegenüber dem Land zu überwinden. Wäre er ein Fanatiker des Segelns, dann wäre es für ihn stressfrei, sich aller Reisen zu erfreuen. Das Segeln ist also kein uneingeschränktes Mittel gegen seine Abneigung gegen das Land, weil er es nicht genießt.

## Figuren

### Ryuji Tsukazaki
Ryuji Tsukazaki ist ein Seemann und der Liebhaber von Fusako Kuroda. Durch das Buch hinweg wird Ryuji klar, dass er sich selbst als auserwählt sieht, Ruhm zu erreichen, auch wenn er nicht weiß, was für eine Art von Ruhm. Ryuji verliebt sich in Fusako und heiratet sie später, parallel versucht er eine Vaterfigur für ihren Sohn Noboru darzustellen. Seine neue Liebe und sein Misslingen, Ruhm auf der See zu finden, überzeugt ihn davon, sich der See zu entledigen. Diese Entscheidung führt letzten Endes zu seinem Tod.

### Noboru Kuroda
Noboru ist ein 13-jähriger Junge und der Sohn von Fusako. Er ist der Protagonist der Geschichte. Seine Inspiration zieht er aus seinen Freunden, insbesondere dem Chef – fest überzeugt davon, dass Gesellschaft und ihre Normen wertlos sind. Nachdem er mit seiner Bande eine Katze auf brutale Art lebend seziert, glaubt er, sich endlich von den Fesseln seiner bisherigen Existenz gelöst zu haben.
Obgleich seine nihilistischen Ideale ihn dazu bewegt haben, wenig Sinn im Leben zu finden, ist er fasziniert von der Stärke, die er in der See wiederfindet. Deshalb bewundert er Ryuji, der auf dem Schiff lebt und arbeitet. Es erfüllt ihn mit Freude zu sehen, dass Ryuji und seine Mutter sich lieben: „Ryuji ist perfekt. Genau wie Mutter.“
Umso stärker ist seine Enttäuschung, als sich der Seemann als etwas anderes herausstellt, als er zuvor dachte. Ryuji gibt sein Leben als Seemann für Fusako auf – eine Entscheidung, die Noborus heroisches Bild völlig zerstört und ihn dazu bewegt, ihn für den Verrat zu töten.

### Fusako Kuroda
Noborus Mutter, Fusako, ist eine verwitwete Frau, die ein erfolgreiches Exportgütergeschäft mit dem Namen „Rex“ leitet. Nachdem sie Ryuji trifft, verliebt sie sich in ihn. Als Ryuji zurück auf See geht, schwört sich Fusako, keine „Hafenhure“ zu werden, und bemüht sich deshalb, so wenig wie möglich durch Ryujis Abreise bewegt zu werden. Im Dezember desselben Jahres kommt Ryuji wieder und macht Fusako einen Antrag. Fusako akzeptiert diesen und lässt Ryuji damit vollständig in ihr und Noborus Leben.
Fusako hat einen Hang zur Eleganz, wie demonstriert an ihrer Sammlung luxuriöser Güter. Ihre Güter sind allesamt Exportwaren, wodurch ihre Affinität für den Westen deutlich wird. Auch sonst hat Fusako wenig mit japanischen Traditionen zu tun: Sie serviert Kaffee anstelle von Tee, isst ausschließlich in ausländischen Restaurants und zelebriert nur wenige Feiertage, wie etwa das Neujahrsfest.

### Herr Shibuya
Herr Shibuya ist der Manager des „Rex“. Er ist ein älterer Mann, der mehr Aufopferung für andere aufbringt als für sich selbst. Insbesondere Fusako gegenüber fühlt er sich verpflichtet, da er ihr seit dem Tode ihres Ehemanns fünf Jahre vor Beginn des Romans dienlich ist. Herr Shibuya spiegelt die Güter wider, die er verkauft: Er ist elegant und lebt nur dafür, anderen Menschen eine Freude zu machen.
Auch wenn seine Präsenz im Roman gering ist, spielt er eine große Rolle. Herr Shibuya ist ein großer Einfluss auf Fusakos Abkehr von japanischen Traditionen, wodurch Noboru wiederum entfremdet wird und sich mehr und mehr den nihilistischen Idealen von Chef und der Gang hingibt.

### Yoriko Kasuga
Yoriko ist eine bekannte Schauspielerin, die wahnhaft ihr öffentliches Auftreten pflegt. Entgegen der schillernden Persönlichkeit, die sie repräsentiert, hat sie in der Vergangenheit viele Schicksalsschläge erlitten. Ihr Glück findet sie nur in der Bewunderung durch andere Leute. Dieses Glück findet sie jedoch schwer aufrechtzuerhalten, da sie nur wenige Menschen – nämlich Fusako und ihre Fans – als ihre Freunde erachtet.
Das einzige Mal, dass sie das Glück in einer anderen Person zu finden dachte, war mit ihrem Ex-Verlobten, der sie mehrfach betrog und während ihrer Beziehung mehrere außereheliche Kinder zeugte. Durch die Trennung von ihrem Ex-Verlobten entwickelt Yoriko suizidale Tendenzen. Doch all dies ist durch ihre sorgsame Pflege ihres Auftretens niemandem bekannt.

### Nummer 1, 2, 4 und 5
Die Nummern sind die einzigen Identifikationen der anderen Jungen der Bande. Alle Jungs kommen aus wohlhabenden Familien und sind exzellente Schüler. Das nicht endende Lob und die „Perfektion“ ihrer Leben führt sie paradoxerweise zu den nihilistischen Wertevorstellungen des Chefs. Wie üblich bei erfolgreichen Familien, sind ihre Eltern selten zu Hause und ihre großen Häuser sind leer und einsam. Die einzige Aufmerksamkeit, die sie bekommen, ist durch ihre begeisterten Lehrer und kinderliebe Erwachsene. Jedoch kommen ihnen diese Formen von Aufmerksamkeit nicht ehrlich vor, wodurch sie in ihrer Philosophie einer sinnlosen Welt bestätigt werden. Dadurch, dass der Chef die erste Person ist, die ihnen eine authentisch wirkende Aufmerksamkeit erteilt, sind sie umso empfänglicher für seine Worte.

### Chef
Chef ist ein 13-jähriger Junge und Anführer der Gang, der Noboru angehört. Er ist die treibende Kraft, durch Selbstexperimente, Analysen der menschlichen Natur, sozialer Strukturen und des Lebens die eigene Existenz näher zu verstehen. Chef wird als arrogant und leidenschaftslos dargestellt, aber auch als frühreif. Seine Ablehnung eines angepassten Lebens führt zu einer Vielzahl grausamer Taten, beispielsweise dem Quälen und Sezieren einer Katze.

## Wichtigste Orte

### Yokohama

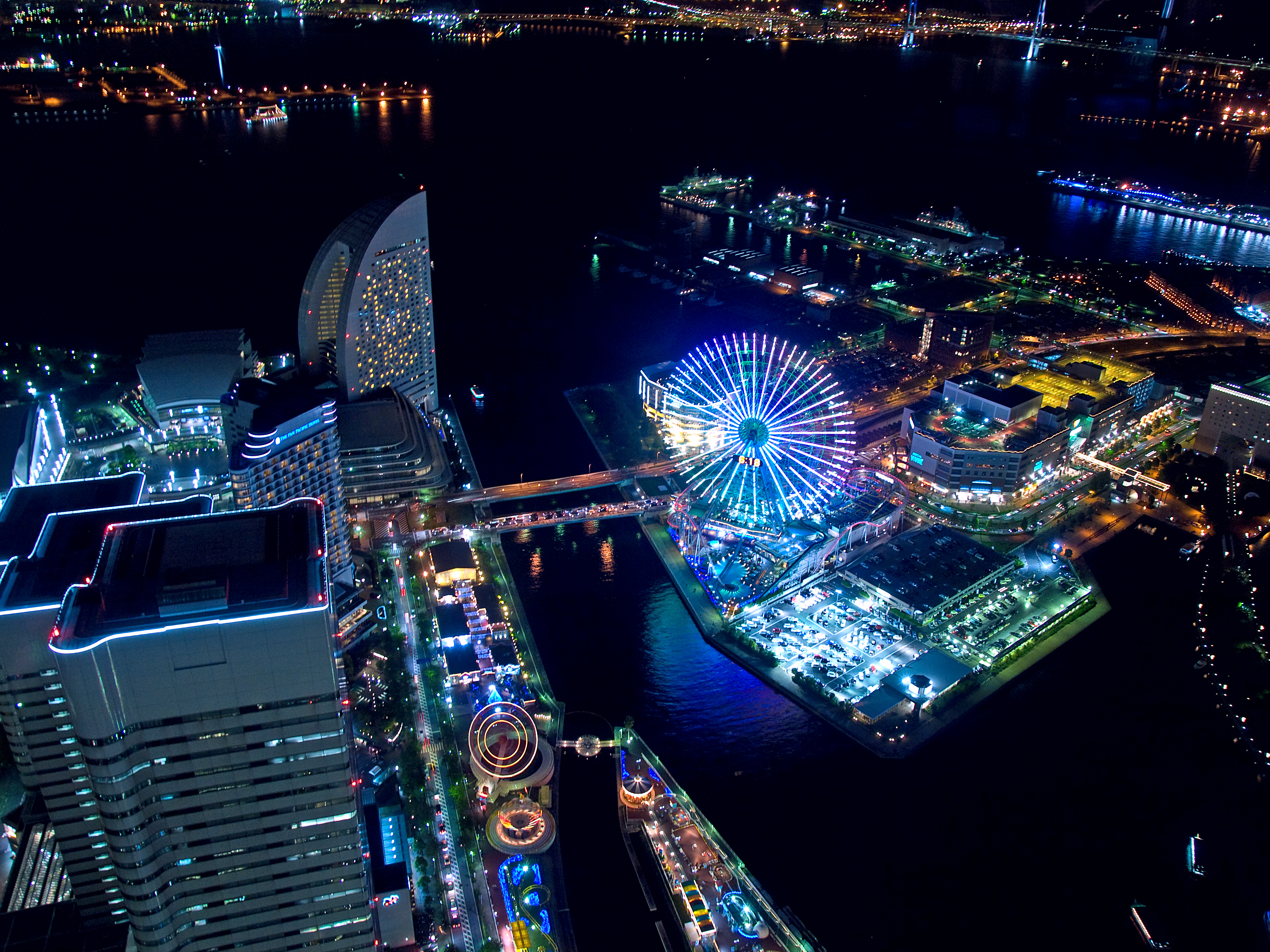
Yokohama bei Nacht.

Die große japanische Hafenstadt Yokohama ist der Wohnort von Noboru und seiner Mutter und zugleich ein symbolischer Ort, an dem das Land respektive die menschliche Kultur auf das Meer respektive die ungezähmte Natur trifft.
Noboru ist wie viele Jungen fasziniert vom dunklen Ruf der gefährlichen fremden Meere und dem scheinbar ungehinderten Leben eines Seemanns. Diese Faszination steht für eine jugendliche und romantische Vision des Lebens, die das Gegenteil der landgebundenen bürgerlichen Existenz ist, die er und seine Freunde in der Welt der Erwachsenen, die sie in Yokohama sehen, verabscheuen.
Noboru teilt diese Auffassung vom authentischen Leben mit Ryuji Tsukazaki, der als junger Mann aus ähnlichen Gründen Seemann geworden war. Ryujis Plan, Noborus Mutter zu heiraten und sein Seemannsleben aufzugeben, um Manager im Bekleidungsgeschäft Kuroda in Yokohama zu werden, ist ein wesentliches Element dessen, was der Junge und seine Freunde als Verrat an ihrer romantischen Vision ansehen. Dies ist auch der psychologische Antrieb für die bevorstehende schreckliche Gewalttat, die von der Gruppe der Jungen geplant wird und die sich am Ende des Romans abzeichnet.

### Das Kuroda-Anwesen

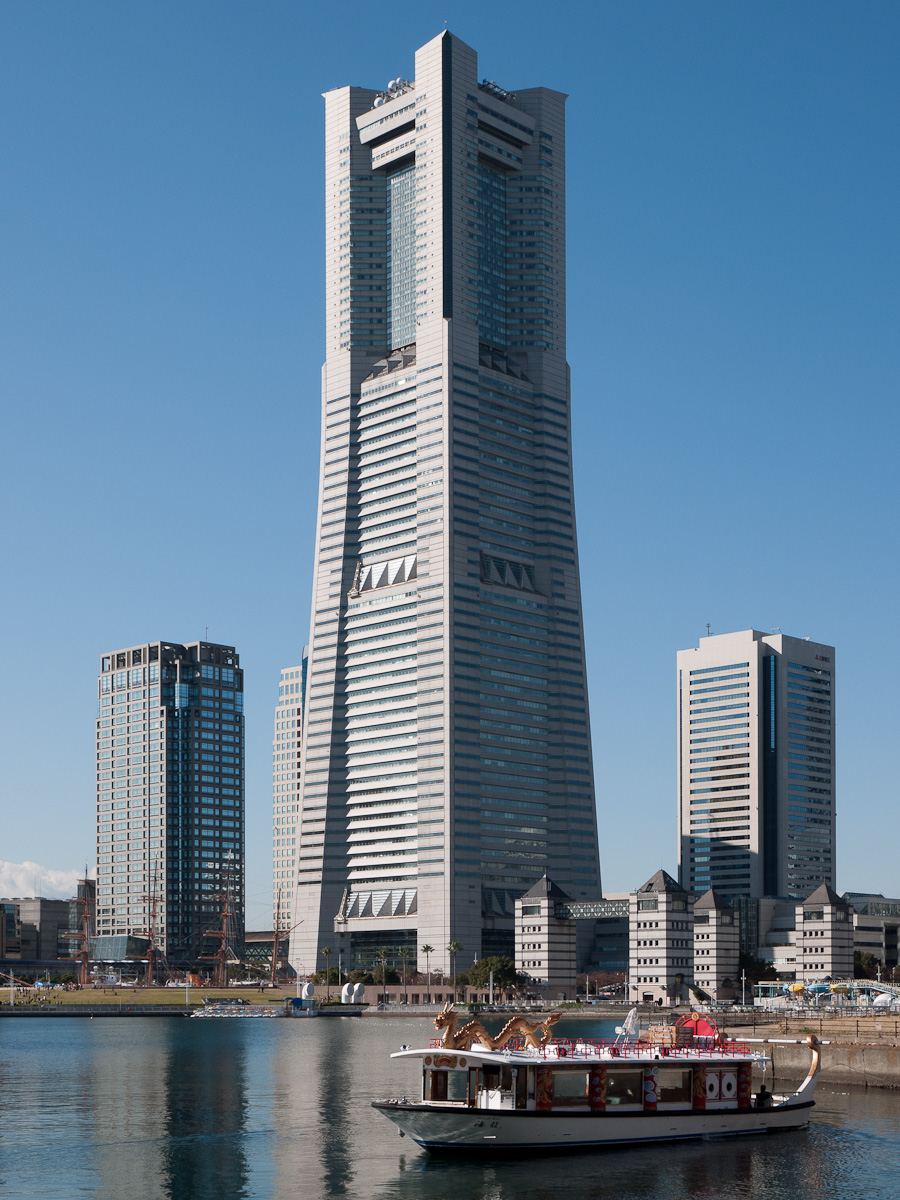
Blick auf den Yokohama Landmark Tower vom Yokohama-Hafen, an dem sich das Kuroda-Anwesen befindet

Ein stattliches Haus, das von Noborus verstorbenem Vater gebaut wurde. Es liegt auf einem Hügel und bietet einen „atemberaubenden Blick“ auf die Bucht von Yokohama. Die Schlafzimmer der Familie befinden sich im zweiten Stock. Noboru wird jede Nacht von seiner überfürsorglichen Mutter Fusako in seinem Zimmer eingeschlossen.
Das Schlafzimmer dient in der Erzählung vermehrt als literarischer Topos, in dem die subjektiven und irrationalen Seiten der menschlichen Persönlichkeit im Vordergrund stehen: Schlafzimmer sind sowohl Orte, an denen Menschen schlafen (die subjektive Welt der Träume) als auch Orte, an denen sexuelle Beziehungen stattfinden (die irrationale Welt der Sexualität). Durch ein geheimes Guckloch in seinem eigenen Schlafzimmer beobachtet Noboru regelmäßig, wie sich seine Mutter entkleidet, und wird von Gefühlen der völligen Leere und Hässlichkeit der Existenz erfüllt. In dieser eindeutig ödipalen Situation empfindet der heranwachsende Noboru keine Erregung; er scheint jegliche Gefühle zu leugnen. Der Autor Mishima selbst, ein sensibler Mensch mit einer eigenen widersprüchlichen Sinnlichkeit (er ist mit einer Frau verheiratet, aber auch aktiv homosexuell), scheint in seinen Beschreibungen von Noboru in seinem Schlafzimmer seine eigenen Schwierigkeiten mit der menschlichen Sexualität zu schildern.
Vom Schlafzimmer aus beobachtet Noboru auch leidenschaftslos die Liebesaffäre seiner Mutter mit Ryuji, den sie zu heiraten beabsichtigt. Noborus Emotionslosigkeit gegenüber dem, was er im Schlafzimmer seiner Mutter sieht, ist das Ergebnis seiner Verstrickung mit einer Gruppe von Mitschülern, die alle in typisch pubertärer Überheblichkeit von ihrem eigenen Genie überzeugt sind, einer Philosophie des totalen Nihilismus folgen und danach streben, alles mit leidenschaftsloser Objektivität zu betrachten. Der Schluss des Romans – in dem die Jungen Ryuji zu seiner Hinrichtung locken – bietet einen abschreckenden Einblick in eine nihilistische Welt ohne menschliche Wärme, eine irrationale Vision, die symbolisch zu Beginn des Romans im Schlafzimmer des Jungen mit seinem geheimen Guckloch beginnt.

### Das Bekleidungsgeschäft
Ein Bekleidungsgeschäft in Yokohama, das von Noborus Vater gegründet wurde und mittlerweile von seiner Mutter Fusako geführt wird. Das Geschäft handelt mit teurer, aus Europa und Amerika importierter Mode und bedient die wohlhabende Kundschaft des nahe gelegenen Tokio, zu der auch eine Reihe berühmter Filmschauspieler gehören. Mishima nutzt den Laden als Vehikel, um die oberflächliche Welt der reichen Elite der japanischen Nachkriegsgesellschaft zu kritisieren, insbesondere in der Gestalt der attraktiven, aber oberflächlichen und unsicheren Schauspielerin, mit der Fusako zu Mittag isst. Das Bekleidungsgeschäft steht stellvertretend für das unauthentische bürgerliche Leben, das Noboru und die anderen Jungen so vehement ablehnen.

## Ryujis "Verbrechen"
Bevor der Roman zu seinem tragischen Ende kommt, zeichnet sich Ryujis „Fall“ vom Helden zum Verräter langsam ab. Am deutlichsten wird dies durch die von Noboru geführte Liste von Ryujis "Verbrechen", die im Laufe der Erzählung mehrfach überarbeitet wird und dabei sowohl einen Einblick in die Psyche Noborus, als auch in die Entwicklung von Ryuji bietet.

### Erster Entwurf
Der erste Entwurf sah folgendermaßen aus:
1. Er lächelte mich auf eine feige, einschmeichelnde Art an, als ich ihn heute Mittag traf.
2. Er trug ein tropfnasses Hemd und erklärte, er habe im Brunnen im Park geduscht – wie ein alter Penner.
3. Er beschloss willkürlich, die Nacht mit Mutter zu verbringen, was mich in eine schrecklich isolierte Lage brachte.

Nach einiger Überlegung strich Noboru das dritte Verbrechen, da es im „offenkundigen Widerspruch zu den ersten beiden“ steht, welche „ästhetische, idealistische und demnach objektive Werturteile waren.“ Die „subjektive Natur“ des dritten Verbrechens sei ein „peinlicher Beweis für seine eigene Unreife“ und kein Verbrechen Ryujis.

### Erste Überarbeitung
Nachdem Ryuji, anders als erwartet, im Winter zurückkam und Noboru in seinem Zimmer besuchte, erweiterte er seine Liste.
1. Er lächelte mich auf eine feige, einschmeichelnde Art an, als ich ihn heute Mittag traf.
2. Er trug ein tropfnasses Hemd und erklärte, er habe im Brunnen im Park geduscht – wie ein alter Penner.
3. Er antwortete auf meine Frage, wann er das nächste Mal lossegelt: „Ich bin mir noch nicht sicher.“
4. Dass er überhaupt wiedergekommen ist.

### Finale Liste
Im Off erweitert Noboru die Liste solange weiter, bis er sich schließlich entschließt, sie im Rahmen des „Notfalltreffens“ der Gang zu offenbaren.
1. Er lächelte mich auf eine feige, einschmeichelnde Art an, als ich ihn heute Mittag traf.
2. Er trug ein tropfnasses Hemd und erklärte, er habe im Brunnen im Park geduscht – wie ein alter Penner.
3. Er antwortete auf meine Frage, wann er das nächste Mal lossegelt: „Ich bin mir noch nicht sicher.“
4. Dass er überhaupt wiedergekommen ist.
5. Seine Erzählungen sind gekünstelt.
6. Er ist nicht mit der Rakuyo zurückgesegelt.
7. Er ist meiner Mutter nicht fremdgegangen.
8. Er nimmt Training in westlicher Sprache und in westlichen Verhaltensweisen.
9. Mutter bringt ihm bei, wie er ein Geschäft zu führen hat.
10. Er begleitet Mutter ins Geschäft.
11. Verlobung mit meiner Mutter.
12. Er will mein Vater sein.
13. Als er die Möglichkeit hatte mich zu schlagen, ist er wie ein Feigling zurückgewichen.

An der Stelle unterbricht Chef ihn, da die bisherige Liste schon ausreiche. Insgesamt stehen achtzehn Anklagepunkte in Noborus Tagebuch.

## Zitate

### Vom Anfang der Erzählung
„„Schlaf gut, Liebes.“ Noborus Mutter zog die Schlafzimmertür zu und schloss ab.“

Der Roman beginnt mit Fusako, die ihren Sohn in einem unwissentlichen Akt tiefster Demütigung ins Bett bringt. Diese Entscheidung, ihren Sohn nachts in seinem Zimmer einzuschließen, ist der Mechanismus, durch den die Reihe der Ereignisse angetrieben wird. Letztendlich wird sich dieser Akt als ironische Vorahnung für beide, Eltern und Kind, erweisen.

„Das Zimmer war düster und vertraut und hatte keine Ähnlichkeit mit der geheimnisvollen Kammer, die er durch das Guckloch gesehen hatte: Hierher kam er, um zu jammern und zu schmollen - es wird Zeit, dass du aufhörst, so oft mit dieser Ausrede in Mutters Zimmer zu kommen, weil du die Schiffe sehen willst; du bist kein Kind mehr, mein Lieber - hier legte seine Mutter ihre Stickerei beiseite, um ihm bei den Hausaufgaben zu helfen, während sie ein Gähnen unterdrückte, oder schimpfte mit ihm, weil er seine Krawatte nicht richtig gebunden hatte, oder prüfte die Bücher, die sie aus dem Laden mitbrachte…“

„Mit dreizehn Jahren war Noboru von seinem eigenen Genie überzeugt (jeder der anderen in der Bande empfand das Gleiche) und war sich sicher, dass das Leben aus ein paar einfachen Signalen und Entscheidungen bestand; dass der Tod im Moment der Geburt Wurzeln schlug und dass der Mensch danach nur noch dazu in der Lage war, sie zu gießen und zu pflegen; dass die Fortpflanzung eine Fiktion war; folglich war auch die Gesellschaft eine Fiktion: dass Väter und Lehrer, weil sie Väter und Lehrer waren, sich einer schweren Sünde schuldig machten.“

Obwohl sich die Erzählung auf die Beziehung des Jungen zu seiner verwitweten Mutter und ihrem Seemannsliebhaber konzentriert, steht im Mittelpunkt der Handlung die Gruppe von Freunden, mit denen der Junge abhängt. Der Anführer der Gruppe, der etwa im gleichen Alter wie Noboru ist, hat sie davon überzeugt, dass sie als Genies etwas Besonderes sind und über Privilegien verfügen, darunter die verborgene Befugnis, dem Rest der Gesellschaft Dinge zu erlauben, von denen nur einige wenige der Gruppe erlaubt sind.

### Vom Mittelteil
„Ich denke die See ist zum gewissen Teil zulässig. […] In der Tat ist es wahrscheinlich zulässiger als die wenigen anderen zulässigen Dinge.“

Die Gruppe von Freunden identifiziert sich gegenseitig mit einer Nummer statt mit einem Namen. Noburu zum Beispiel ist Nummer drei. Der Anführer der Gruppe wird jedoch als "Chef" bezeichnet. Noburu, der inzwischen den Seemannsstand seiner Mutter mythologisiert hat, sehnt sich danach, dass eine Karriere auf dem Meer zu den "erlaubten" Dingen gehört, weil er davon träumt, der Tristesse seines Zuhauses zu entfliehen und selbst ans Meer zu fahren.

„Außerdem hatte Ryuji Dinge gesagt, die er niemals hätte sagen dürfen. „Die Welt ist klein, nicht wahr? Viel Spaß beim Schwimmen?“ Und als Noboru das durchnässte Hemd in Frage stellte, hätte er antworten sollen: „Ach, das? Ich habe eine Frau gerettet, die sich vom Steg gestürzt hatte. Das ist jetzt schon das dritte Mal, dass ich mit meinen Klamotten schwimmen gehen muss…“
Aber er hatte nichts dergleichen gesagt. Stattdessen hatte er diese lächerliche Erklärung abgegeben: „Ich habe oben im Park am Brunnen geduscht.“ Und das mit diesem ungerechtfertigten Lächeln auf dem ganzen Gesicht!“

Obwohl Noboru Ryuji anfangs mag, ändern sich seine Gefühle. Manchmal findet er ihn schwach – auch wenn diese vermeintliche Schwäche ihm selbst zugutekommt. Noboru belügt seine Mutter und geht mit seinen Freunden los, um eine Katze zu töten. Auf dem Rückweg trifft er auf Ryuji und bittet ihn, seiner Mutter nicht zu erzählen, wo er war. Ohne zu zögern verspricht es Ryuji ihm und enttäuscht ihn damit ein weiteres Mal.

### Vom Ende der Erzählung
„Er hat Nummer drei verraten. Er wurde das Schlimmste, was es auf der Welt gibt, ein Vater.“

Der Verrat besteht darin, dass der Seemann beschließt, das Leben als Seemann hinter sich zu lassen, Noborus Mutter zu heiraten und die Leitung der Kleiderboutique Fusakos zu übernehmen. In den Augen der finsteren Clique Jugendlicher kann dies unmöglich zulässig sein. Und so muss Ryuji nunmal sterben.

## Veröffentlichung
Die Hardcover-Edition erschien am 10. September 1963 bei Kōdansha, gefolgt von einer Taschenbuchausgabe bei Shincho Bunko (eine Schwesterfirma von Shinchosha). Das Buch wurde in mehrere Sprachen übersetzt. Auf Deutsch erschien der Roman in der Übersetzung durch Sachiko Yatsushiro 1970 im Rowohlt Verlag als Hardcover und 1986 als Taschenbuch.

## Autobiografische Elemente
Eine verbreitete Ansicht hält Der Seemann, der die See verriet für einen partiell autobiografischen Roman, in dem Mishima verschiedene, prägende Elemente seiner eigenen Biografie in die Charaktere Noborus, der Gang und Ryujis einfließen lässt.
Ähnlich wie seine literarischen Vorbilder, der junge Noboru und Chef, verbrachte Mishima einen Großteil seiner Jugend unter der strengen Aufsicht seiner Großmutter – im Roman sind es Fusako und Chefs Eltern –, während er von einer Welt träumte, in der Japan seine ursprüngliche Macht und Herrlichkeit wiedererlangte. Mishima wurde die Aufnahme in den Militärdienst verweigert, wo er sich im Kampf hätte beweisen können, und verbrachte die Kriegsjahre stattdessen in der schäbigen Obskurität einer Fabrik.
Wie Ryuji hielt sich Mishima in seinem Erwachsenenleben an unvorstellbar hohe Anforderungen für seine körperliche Verfassung. Doch trotz seines fanatischen Patriotismus sprach Mishima fließend Englisch und unternahm zahlreiche Reisen in die Vereinigten Staaten, in denen seine Werke von westlichen Lesern lobend aufgenommen wurden. Auch über Mishima ist eine deutliche Faszination für die See dokumentiert und wie bei Ryuji war sein Vater ein Beamter und seine Schwester ist kurz nach dem Krieg an Typhus gestorben.
Darüber hinausgehend finden sich auch noch weitere Parallelen zu Mishimas Leben, sodass, wenngleich er die Vermutung nie bestätigt hat, ein zumindest partiell autobiografischer Ansatz naheliegt.

## Kontext
Der gesamte Roman kann als Allegorie auf das Nachkriegs-Japan gedeutet werden. Noboru und seine Gang repräsentieren die alten japanischen Traditionen und Werte. Fusako repräsentiert die Verwestlichung der japanischen Kultur. Die See repräsentiert Ruhm; Ryujis Hingabe zur See ist eine Metapher für Japans Streben nach etwas Höherem durch das Kämpfen im Krieg. Einige der inhumanen Aktionen der Gang symbolisieren die inhumanen Entscheidungen Japans im Krieg: Im Buch ist dies das Töten einer Katze, ein Akt wider die menschliche Natur, und im Kriege sind dies beispielsweise die Kamikaze-Bombardierungen, bei denen sich eine Person aufopfert, nur zwecks eines möglichst fatalen Angriffs. Ryuji selbst bereut seine Entscheidung am Ende des Romans – eine Entscheidung, die sinnbildlich steht für das alte Japan, das sich ganz der Verwestlichung seiner Traditionen hingibt.

## Fragen
Im Zuge der Werbephase von Der Seemann, der die See verriet beantwortete Mishima der Zeitschrift Asahi Shimbun drei Fragen mit kurzen, prägnanten Antworten, welche auch einem unentschlossenen Leser eine gute Basis geben sollen, die Hauptaspekte des Romans zu verstehen.

### „Wie definiert Noboru einen "Helden"?“
„Noboru hat eine verzerrte Vorstellung davon, was Männlichkeit ist. Er glaubt, dass Männer, die segeln und ihren eigenen Weg gehen, fernab von der Gesellschaft an Land, Göttern gleichkommen. Diese Art zu denken und die Welt zu betrachten spiegelt die hypermaskuline Einstellung wider. Noboru hat nicht nur eine karikierte Vorstellung von Männlichkeit, sondern er folgt auch einem seltsamen, selbst erdachten Glaubenssystem. Dies veranschaulicht Noborus psychopathische Tendenzen und seine wahnhafte Denkweise.“

### „Welche symbolische Rolle spielt die See?“
„Das Meer ist ein starkes Symbol, das den gesamten Text durchdringt. Noboru betrachtet das Meer als eine Art Flucht, als einen Teil der Gesellschaft, den er nicht verachtet, sondern von dessen Weite er fasziniert ist. Ryuji, ein Seemann, verkörpert die Männlichkeit und den Ruhm, die einem Mann des Meeres gebühren.“

### „Welche Rolle spielt der "Ehrenmord" in der Geschichte?“
„Noborus Handeln wird von einem männlichen Ehrenkodex bestimmt. Am Anfang, als Ryuji glaubt, dass er als Seemann zu Großem bestimmt ist, bewundert und respektiert Noboru ihn als ehrenhaften Mann. Als Ryuji jedoch das Meer und all seine Größe aufgibt, verliert Noboru den Respekt vor Ryuji und reagiert auf die einzige Art und Weise, die ihm möglich ist, indem er ihn tötet.“

## Rezensionen

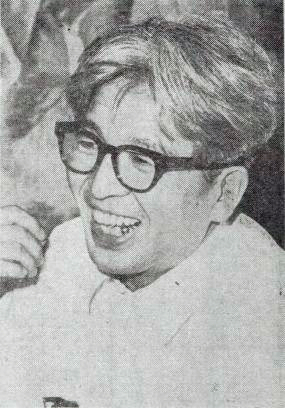
Ryōtarō Shiba bezeichnete den Roman als „wahres Meisterwerk.“

Der Seemann, der die See verriet gilt als eines von Mishimas Meisterwerken und wurde bereits zu seinem Erscheinen als eines der „besten Bücher aller Zeiten“ gehandelt.
John Nathan nannte es „eine unvergleichliche Reise.“ Ryōtarō Shiba, ein Zeitgenosse Mishimas, bezeichnete es als „wahres Meisterwerk.“
Rintaro Hinuma vernahm dem „großartigen Kunstwerk“ eine ihm unbekannte „Bitterkeit“ und betrachtete es als „bemerkenswerten Wendepunkt in Mishimas Bibliografie“:

„Es (das Buch) ist ein voller Erfolg, aber ich frage mich, ob dieser Erfolg für Mishima glorreich oder tragisch ist. Denn das Werk offenbart in gewisser Weise die Bitterkeit von Mishimas wahrem Gesicht, die Dunkelheit seiner Seele, die er uns nie zuvor offenbart hat.“

Professor Tasaka Kou bemerkte, dass die beiden Teile „Sommer“ und „Winter“ auch als „Meer“ und „Land“ oder für Mishima spezifisch als „Vor und während des Krieges“ und „Nach dem Krieg“ bezeichnet werden könnten. Das „Pfeifen des Meeres“, an das sich Ryuji wendet, hält er für Dionysos und diesen für den „reinen, göttlichen Kaiser.“
Mutsuo Takahashi sagte: „Es ist klar, dass die Protagonisten dieses Werks die Jungen sind. Ich habe sogar das Gefühl, dass der Tod des Schriftstellers eine Strafe war. Eine Strafe des Jungen Mishima für den erwachsenen Yukio Mishima.“
Katsuji Shibata weist darauf hin, dass die Jungen in der Geschichte „machtlos“ sind und „durch ihren Mangel an universeller Macht zusätzlich ironisiert werden“, und dass „die Rolle der Jungen darin besteht, mit dem Finger auf die Situation zu zeigen, in der der Vater seine zentripetale Macht verloren hat und in der Familie der nuklearen Nachkriegsgesellschaft keine zentrale Stellung mehr einnimmt“. Hideaki Sato führt dies weiter aus und erklärt, dass die Jungen „die Logik des Allmachtsgefühls des Romans tragen, weil sie 'machtlos' sind“.

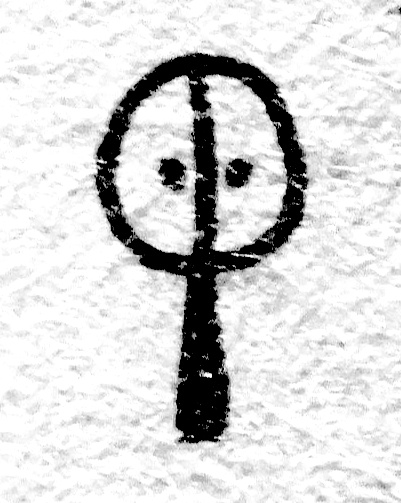
Dieses Zeichen hinterließ der minderjährige Mörder am Ende aller seiner Briefe und am Tatort, um die Ermittlungsbehörden zu provozieren. Später sagte er, dass das Zeichen des Zodiac-Killers ihn dazu inspirierte.

Takeshi Muramatsu nannte den Roman ein „Märchen für Erwachsene“, weil er „die verträumten und brutalen Augen von Kindern einfängt.“ Mishima selbst reagierte sogar darauf und lobte Muramatsu für seine Auffassungsgabe, wenngleich für ihn der Roman auch eine Voraussicht sei, dass das menschliche Böse nicht bloß ein „Märchen“, sondern auch eine Realität werden kann. In einer zweiten Rezension nannte Muramatsu das Buch ein „wahres literarisches Meisterwerk, das unseren gesunden Menschenverstand und unsere Werte erschüttert.“ Seine dritte und letzte Retrospektive zu dem Buch schrieb er 1997 nach den Kobe-Kindermorden, bei denen ein 14-jähriger Junge namens Shinichiro Azuma unter seinem Alias Seito Sakakibara zwei Menschen tötete und drei weitere verstümmelte. Auch dieser vertrat vermeintlich ein vergleichbares Wertesystem zu dem Noborus und machte sich einen Spaß daraus, die Ermittlungsbehörden und Pädagogen – für ihn das Sinnbild konformer, langweiliger Erwachsener – mit Briefen zu provozieren. Tatsächlich wurde damals von lokalen Medien auch in den Raum gestellt, ob sich Azuma vom Seemann, der die See verriet hat inspirieren lassen. Muramatsu nannte Mishimas Roman in dem Kontext „prophetisch.“
Yuko Kubota verfasst in regelmäßigen Abständen neue Analysen zu seinem „Lieblingsbuch“ und erklärte die strukturellen Elemente des Werkes unter anderem wie folgt: „In ihrem Reich (dem Reich der Jungen) sind die Ablehnung des Vaters und die Sehnsucht nach Heldentum zwei Seiten derselben Medaille. Der Held, der sein Leben für ein einmaliges Ereignis riskiert, steht auch außerhalb der Normen für Wachstum und Reife in der modernen Gesellschaft.“ Er erörtert auch die Ähnlichkeit zwischen Noborus Blick auf Ryujis Heldentum im Schlafzimmer seiner Mutter durch das Guckloch und „dem einsamen Akt eines Menschen, der ein Wunder sehen will“ von Honda, dem alten Mann, der Ying Chan in Der Tempel der Morgendämmerung bespitzelt.
Edward Seidensticker von The New York Times listete Der Seemann, der die See verriet zusammen mit Jun’ichirō Tanizakis als „zwei würdige Romane, die hervorragend übersetzt sind.“ Herbert Mitgang, Autor derselben Zeitschrift, betont: „Mishimas Bildsprache ist so kunstvoll wie ein japanisches Blumenarrangement.“ Celeste Heiter nannte ihn einen „Klassiker“ und eine „Studie der Kontraste: Sommer und Winter, Land und See, Freundschaft und Einsamkeit, Wanderlust und Domestikation, Ruhm und Nihilismus.“ Er sei ein „beunruhigender aber packender Roman“, in dem Mishima die „Sinnlosigkeit der menschlichen Existenz“ exerziert. Die Charaktere seien „tiefgründig und komplex“.
Nicolas Gattig von The Japan Times nannte das Buch „ein Paradebeispiel für einen schwärmerischen Ausbruch von Sprache; mythisch und detailliert“. Es sei ein „Kunstwerk ohne beruhigenden Schatten, zu lesen in der Sommerhitze, am besten mit Blick auf ein endloses Meer.“ Mikey Hodges erwähnt, die „Brillanz des Stücks liegt in der Verdrehung eines klassischen Liebesdreiecks, das zu einer Beziehung zwischen Held und Bewunderer mutiert, und in der Tatsache, dass jeder Akt von Romantik und Unschuld mit einer ergänzenden Szene von Perversion oder Gewalt in grausam unangenehmen Details beantwortet wird.“ Weiter lobt er: „Das Buch vermeidet es, auf die Notwendigkeit von Gut und Böse zurückzugreifen, sondern scheint sie durch Liebe und Ideale zu ersetzen. Schließlich ist Der Seemann, der die See verriet primär eine Liebesgeschichte. Sei es die Liebe eines Mannes zu einer Frau, die Liebe eines Mannes zum Meer oder die Liebe eines Jungen zum Meer und all den Männern, die es befahren.“ Trotz der „kurzen Dauer“ des Romans, fehle es ihm „nicht an Substanz.“
The Times bezeichnete den Seemann, der die See verriet als „Mishimas beste[n] Roman und eine[n] der besten Romane des letzten Jahrhunderts.“ The Sunday Times schrieb: „Erzählt mit Mishimas scharfer Aufmerksamkeit für naturalistische Details, wird die grausame Geschichte schmerzhaft überzeugend und bietet einen Reichtum an psychologischer und mythischer Wahrheit.“ Im The Guardian wurde Mishimas Vorgehen wie folgt beschrieben: „Er nimmt es mit seinen Figuren und ihren ehrenwerten Motiven genau. Sein Ziel ist es, die Zerstörung des Seemanns durch seine Liebe so unausweichlich erscheinen zu lassen wie das Meer.“
Winston Clark nennt es „ein[en] postmoderne[n] Klassiker, der jeden, der einen Funken Respekt vor der Literatur hat, in Erstaunen versetzen wird.“ Die Zeit fasst zusammen: „Yukio Mishimas kleiner, für den groben Europäergeschmack wieder äußerst delikater Roman erinnert mich aus gebotener Distanz an Friedrich Huch, Hesses Demian-Sinclair und sogar an Der Tod in Venedig. Daß Yukio Mishima, der Autor der modernen No-Spiele, ein Faible für Morbidezza und Nervenkunst hat, wissen deutsche Leser, die seine anderen bei Rowohlt edierten Romane Geständnis einer Maske und Nach dem Bankett kennen. Ich finde dergleichen immer recht appetitlich.“

## Referenzen zu anderen Werken
Im Gegensatz zu den meisten seiner anderen Werke sind Referenzen im Seemann, der die See verriet spärlich gesät und jede vorhandene Referenz bezieht sich auf ein Lied oder eine Niederschrift, das keiner bestimmten Zeit zugeordnet werden kann. Dadurch unterstützt Mishima seine Intention, die Geschichte in keine genaue Zeit einzuordnen, sondern nur „vage irgendwann in der Nachkriegszeit.“
- Ryujis liebstes Seemannslied ist A Sailor's Life, ein englisches Volkslied.[C 14]
- Ryuji schwärmt davon, mit seiner Traumfrau zu den Klängen von Auld Lang Syne auf die große See zu fahren und gemeinsam eines romantischen Todes zu sterben.[C 15]
- Ryuji liest das Buch The Reality of Merchandising, eine Niederschrift des Lebens und der Tricks des japanischen Händlers Takataya Kahei. Er hofft, sich dadurch genügend Wissen anzueignen, um Fusako im Geschäft dienlich zu sein.[C 16]

## Adaptionen

### Film
Das Buch wurde 1976 als Film adaptiert: Der Weg allen Fleisches. Die Hauptrollen spielen Kris Kristofferson und Sarah Miles, Regie führte Lewis John Carlino. Der Schauplatz wurde von Japan nach England verlegt.

### Geplante, abgewiesene Verfilmungen
Nachdem der Regisseur Ryo Kinoshita für Tōhō an der Schule des Körpers (erschienen im Februar 1965) gearbeitet hatte, schlug er dem Unternehmen vor, den Seemann, der die See verriet zu verfilmen. Das Studio willigte ein, aber aus nicht bekannten Gründen verweigerte Mishima die Herausgabe der Lizenz.
Später traf sich der Direktor des Daiei-Studios, Suzuki Akinari, nach der Produktion von Hitokiri (erschienen im August 1969), in dem Mishima mitspielte, mit diesem und dem Daiei-Produzenten Fujii Hiroaki in einer Bar. Dort fragte er Mishima, ob es in Japan „gottgleiche Jungen“ wie Noboru gebe und ob es Kinder gebe, die sich für die Rolle eignen würden. Dieser entgegnete: „Nein, Herr Akinari, in Japan ist das wahrscheinlich nicht möglich“. Folglich gab er auch hier die Rechte an dem Roman nicht heraus.
Als Shintarō Katsu Mishima bei einem Treffen 1970 erzählte, dass er den Plan hat, Der Seemann, der die See verriet zu verfilmen, lachte Mishima der Erzählung nach nur herzhaft und verweigerte auch hier die Herausgabe der Lizenz.
Mit einer Ausnahme hat Mishimas Witwe die Lizenz nie verliehen, sodass Der Seemann, der die See verriet nie in Japan verfilmt wurde.

### Hörspiel
1989 erstellte Gisela von Wysocki nach der Übersetzung von Mishima Yukio für den Norddeutschen Rundfunk eine Hörspielfassung des Romans. Diese wurde am 14. Februar 1990 unter dem Titel Yokohama erstgesendet. Die Regie führte Hans Rosenhauer. Die Sprecher waren Kornelia Boje (Journalistin), Jens Wawrczeck (Junge), Esther Hausmann (Mutter) und Matthias Fuchs (Seemann).

### Oper
Die Oper Das verratene Meer des deutschen Komponisten Hans Werner Henze basiert auf dem Roman. Aufgrund der schlechten Rezeption komponierte Henze einige Jahre später zusammen mit Gerd Albrecht eine radikal neue Version seiner Oper, die sich näher an die Originalvorlage von Mishima hält, nur ein Drittel der Musik der Urfassung enthält und 50 Minuten neue Musik. Für die Neufassung lief unter dem Titel Goko no Eiko wurde das Libretto ins Japanische übersetzt. Gogo no Eiko wurde 2003 in der Suntory Hall in Tokio konzertant dargeboten. Für die europäische Premiere 2006 bei den Salzburger Festspielen wurde die Neufassung Goko no Eiko nochmals revidiert.

## Seitenzahlen
Die Seitenangaben beziehen sich auf die deutsche Erstübersetzung des Rowohlt Verlag aus dem Jahr 1970.
1. ↑  S. 3–13
2. ↑  S. 14–23
3. ↑  S. 24–36
4. ↑  S. 37–47
5. ↑  S. 48–61
6. ↑  S. 62–70
7. ↑  S. 71–82
8. ↑  S. 83–92
9. ↑  S. 95–106
10. ↑  S. 107–116
11. ↑  S. 117–129
12. ↑  S. 130–140
13. ↑  S. 141–158
14. ↑  S. 159–167
15. ↑  S. 168–181

1. ↑  S. 38
2. ↑  S. 38
3. ↑  S. 38
4. ↑  S. 38
5. ↑  S. 110f.
6. ↑  S. 135
7. ↑  S. 16
8. ↑  S. 11f.
9. ↑  S. 12
10. ↑  S. 111
11. ↑  S. 51, S. 126
12. ↑  S. 13
13. ↑  S. 12
14. ↑  S. 16f.
15. ↑  S. 17
16. ↑  S. 5
17. ↑  S. 16
18. ↑  S. 9
19. ↑  S. 57
20. ↑  S. 57
21. ↑  S. 53
22. ↑  S. 113
23. ↑  S. 111
24. ↑  S. 179
25. ↑  S. 16
26. ↑  S. 17
27. ↑  S. 158
28. ↑  S. 181
29. ↑  S. 180

1. ↑  S. 137
2. ↑  S. 138
3. ↑  S. 38
4. ↑  S. 8
5. ↑  S. 8
6. ↑  S. 16
7. ↑  S. 88
8. ↑  S. 74
9. ↑  S. 30
10. ↑  S. 81
11. ↑  S. 105
12. ↑  S. 160
13. ↑  S. 160
14. ↑  S. 17
15. ↑  S. 39
16. ↑  S. 141